# História de Coronel Fabriciano

Vista parcial de Coronel Fabriciano em 1943, então distrito pertencente a Antônio Dias. Foto tirada por Diló, fotógrafo do município de Nova Era.

A história de Coronel Fabriciano, município brasileiro no interior do estado de Minas Gerais, iniciou-se no final do século XVI. Expedições seguiam pelos chamados Sertões do Rio Doce à procura de metais preciosos, no entanto o povoamento da região foi proibido no começo do século XVII, a fim de evitar contrabando do ouro extraído na região de Diamantina.
O povoamento foi liberado em 1755 e no decorrer do século XIX o fluxo de tropeiros levou à formação do povoado de Santo Antônio de Piracicaba na região do atual Melo Viana e à posterior criação do distrito em 1923. Na mesma ocasião, a localidade passou a ser atendida pela EFVM e foi construída a Estação do Calado, ao redor da qual se estabeleceu o núcleo urbano que corresponde ao Centro de Fabriciano. Em 1936, houve a instalação da Companhia Siderúrgica Belgo-Mineira, que esteve presente até a década de 60, fortalecendo a formação de um núcleo urbano que culminou na emancipação de Coronel Fabriciano em 27 de dezembro de 1948.
Nas décadas de 40 e 50, respectivamente, Coronel Fabriciano passou a sediar os complexos industriais da Acesita e Usiminas, que foram essenciais para o desenvolvimento da cidade. Mas, com a emancipação política de Timóteo e Ipatinga, ocorrida em 1964, as empresas foram incorporadas aos respectivos municípios. O crescimento populacional associado à presença das indústrias exigiu o surgimento de bairros e conjuntos habitacionais. Além disso, a manutenção da atividade siderúrgica contribuiu para a formação da Região Metropolitana do Vale do Aço, que corresponde a um dos maiores polos urbanos do estado.

## Primórdios da colonização

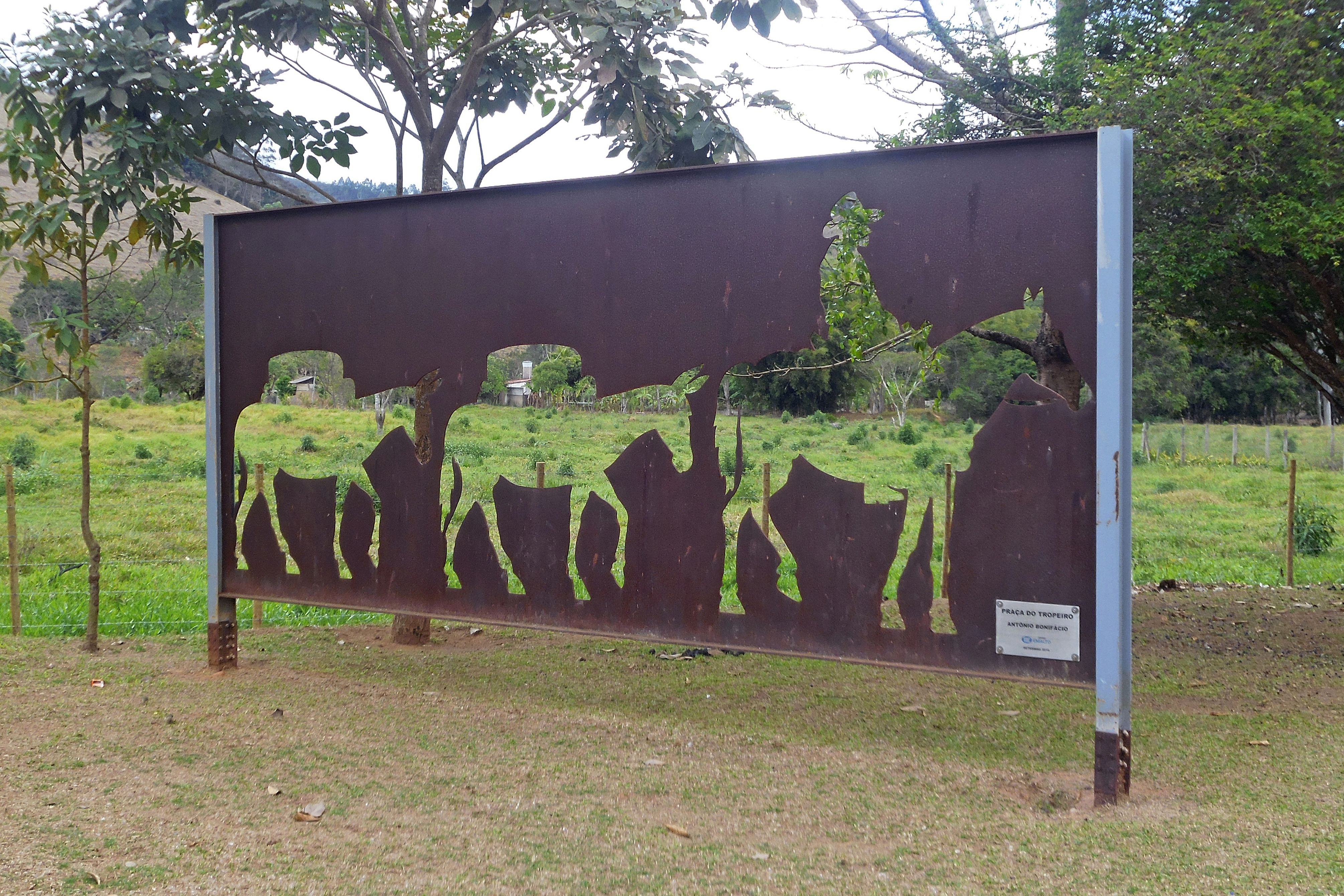
O Monumento ao Tropeiro (por Antônio Bonifácio) em Santa Vitória dos Cocais, doado pela Emalto em 2016, é uma referência aos tropeiros que atravessavam a área desde o século XIX. Foto de 2019.

O desbravamento da região do atual município de Coronel Fabriciano teve início na segunda metade do século XVI. Expedições como a de Fernandes Tourinho, em 1572, seguiam pelos chamados Sertões do Rio Doce à procura de metais preciosos. O local se encontrava em uma via de escoamento das pedras preciosas extraídas na região central mineira, que ligava a Estrada Real em Diamantina ao Litoral do Espírito Santo, para ser exportado, no entanto o povoamento e a abertura de novas trilhas pela região do Vale do Rio Doce foram proibidos pela coroa portuguesa na primeira metade do século XVII, a fim de evitar o contrabando de ouro por meio do rio Doce e seus afluentes, como o Piracicaba. Com a intenção de afastar forasteiros, diziam-se ser terras com vegetação densa e animais peçonhentos, com predominância da ferocidade dos índios botocudos.
O povoamento foi liberado em 1755, após Minas Gerais passar por um declínio na produção de ouro. Nesta mesma ocasião, foi aberta uma estrada ligando Vila Rica (atual Ouro Preto, então capital da Província de Minas Gerais) a Cuieté, visando ao transporte do ouro extraído na região do atual município de Conselheiro Pena, cujo metal viria a se esgotar após 1780. A passagem, no entanto, continuou a ser usada após a construção de um presídio em Cuieté, que recebia condenados por delitos ao longo da Estrada Real. Associada ao fluxo do transporte pelos rios, a partir da existência dessa estrada é que surgiram os primeiros focos de colonizadores no interior do Vale do Rio Doce. Por volta de 1800, estabeleceu-se em área fabricianense Francisco Rodrigues Franco. Na mesma ocasião, José Assis de Vasconcelos, oriundo de Santana do Alfié, em São Domingos do Prata, tomou posse de terras nas proximidades do atual núcleo industrial da Usiminas.
Em 1825, uma estrada foi aberta por Guido Marlière ligando Antônio Dias ao rio Santo Antônio, nas proximidades de Naque, cruzando a Serra dos Cocais por onde depois surgiria o povoado de São José dos Cocais. Assim, o fluxo de tropeiros entre os povoamentos, intensificado ao longo do século XIX, que cruzavam a região vindos de Antônio Dias, Ferros, Santana do Paraíso, Mesquita e Joanésia, levou à formação de um pequeno aglomerado, mais tarde denominado Santo Antônio do Gambá, também conhecido como Santo Antônio de Piracicaba, no atual bairro Melo Viana. O firmamento de pequenos proprietários de terra implicou o desenvolvimento do povoamento em função da agropecuária. Vindo de Leopoldina, em 11 de setembro de 1831, Francisco de Paula e Silva (conhecido por Chico Santa Maria, por ser natural de Santa Maria de Itabira) se estabeleceu juntamente com sua família e numerosos escravos após receber do imperador Dom Pedro II três sesmarias; Alegre, Limoeiro e Timóteo. Francisco se instalou à margem direita do rio Piracicaba, tendo iniciado a remoção da mata virgem, a fim de facilitar o comércio entre os núcleos populacionais vizinhos. Desenvolveu a agricultura na região e sua fazenda servia como ponto de parada para os viajantes.
Pouco tempo depois, Francisco Romão — foragido da justiça em busca de refúgio — passou a ser o encarregado pelo transporte de pessoas e mercadorias através dos rios Piracicaba, Doce e Santo Antônio, interligando São Domingos do Prata, Antônio Dias, Mesquita e Joanésia. Na foz do ribeirão Caladão, havia um movimento associado à presença de um pequeno porto, onde as mercadorias transportadas pela estrada embarcavam rumo às localidades vizinhas por meio do rio Piracicaba. O local passou a ser conhecido como Barra do Calado, devido à disposição entre os dois cursos hidrográficos, sendo o termo "Calado" uma provável referência ao silêncio necessário para não se chamar atenção de índios escondidos naquela área, ainda no começo do século XIX. Em 1919, João Teixeira Benevides trouxe de Ferros a primeira professora (sua sobrinha, Maria de Lourdes de Jesus) e doou terrenos para a construção da primeira escola, o primeiro cemitério e para a igreja de Santo Antônio de Piracicaba, observando-se nessa ocasião um crescimento do comércio e a formação do núcleo urbano. João Teixeira chegou ao arraial recém-casado com Guilhermina Ribeiro da Silva, ambos oriundos de Ferros, atraídos pelos projetos da locação da Estrada de Ferro Vitória a Minas (EFVM). Raimundo Alves de Carvalho se estabeleceu em 27 de setembro de 1922, vindo de São Pedro dos Ferros, e foi o responsável pela criação da primeira farmácia.

## Desenvolvimento do povoado

Antiga Igreja de São Sebastião, construída em 1929. Foi a primeira igreja da região central da cidade.

Originalmente, a localidade fez parte da Vila de Itabira, criada em 1833 ao ser desmembrada de Caeté e elevada à condição de cidade em 1848, e em 1911 o povoamento passou a pertencer a Antônio Dias. Na década de 1920, após a retomada da construção da EFVM, paralisada em Belo Oriente, observou-se um desenvolvimento populacional em função do estabelecimento de trabalhadores incumbidos da obra na Barra do Calado. Dezenas de barracas foram improvisadas para abrigo dos trabalhadores, muitos dos quais nordestinos oriundos da Bahia e de Sergipe, tendo ainda a presença de imigrantes. A região do bairro Manoel Domingos, por exemplo, começou a ser povoada na década de 1910, com a chegada do imigrante português Manoel Domingues (a quem o nome do atual bairro homenageia), que também teve participação na construção da via férrea. Grande parte dos moradores que povoaram aquela área nos anos seguintes era descendente de seus 28 filhos. O sergipano coronel Silvino Pereira foi o responsável pela vinda de vários dos forasteiros, tendo mais tarde se tornado comerciante e político.
Pela lei estadual nº 823, de 7 de setembro de 1923, foi criado o distrito com a denominação de Melo Viana, tendo a sede em Santo Antônio de Piracicaba. A Estação do Calado, por sua vez, foi inaugurada em 9 de junho de 1924. Anteriormente à inauguração, o terminal permaneceu quase dois anos abandonado, devido a um desvio inesperado do traçado da via férrea após cruzar o atual bairro Cariru, em Ipatinga. A instalação do distrito ocorreu em 15 de maio de 1927, sendo o nome "Melo Viana" uma referência ao ex-senador, secretário de interior e vice-presidente da república Fernando de Melo Viana. Manoel Camilo da Fonseca foi nomeado como primeiro juiz de paz distrital, dando posse ao seu primeiro escrivão de paz, João Batista Pereira. Os primeiros registros civis feitos foram o batismo das gêmeas Duraci de Distaneta, filhas do casal Antônio Viana, e o casamento do sírio Maron Abibi com Geralda Honrata de Souza.

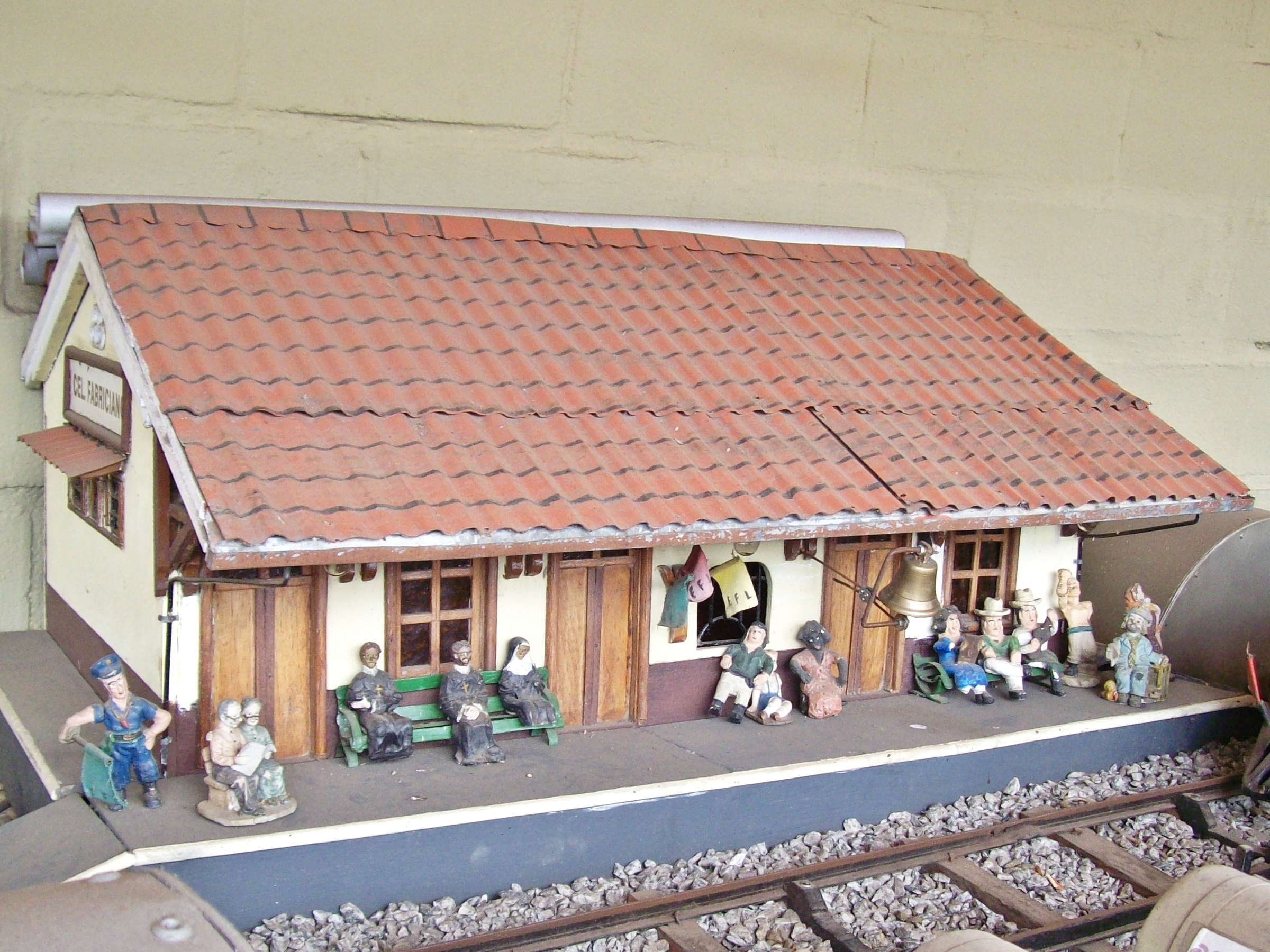
Miniatura da Estação do Calado na Catedral de São Sebastião (2015)

Ao mesmo tempo, ao redor da estação, começaram a ser levantadas as primeiras moradias do Calado, região onde se ergueu o Centro de Fabriciano. O predomínio era de pequenos barracos e somente em 1928 é que foi construída, além da estação, a primeira casa coberta com cerâmica e assoalhada; o Sobrado dos Pereira, que ainda existe na esquina da atual rua Pedro Nolasco com a Coronel Silvino Pereira, sendo também o primeiro estabelecimento comercial da cidade. No mesmo ano, Rotildino Avelino foi eleito primeiro vereador representante do Calado, estando presente na localidade desde 1925 como alfaiate e comerciante, passando depois de algum tempo a proprietário de terra e produtor de carvão. Na ocasião, os mortos eram sepultados no cemitério existente nas redondezas da Igreja Santo Antônio, na então sede do distrito, ou onde hoje está situada a Praça JK, ou mesmo jogados às margens da EFVM. Silvino Pereira instalou o primeiro serviço de iluminação pública, abastecido por uma espécie de usina termelétrica, fornecendo energia também a máquinas de beneficiamento de café, algodão e arroz no povoado cortado pelas ruas de Cima (ex-rua Seca, atual Duque de Caxias) e de Baixo (atuais Silvino Pereira e Pedro Nolasco).
Em 1928, foi instalada a Escola Rural Mista, que foi a primeira escola regular, dirigida pela professora Mariana Roque Pires. A primeira igreja do Calado foi construída em 1929, dedicada a São Sebastião em honra à devoção dos residentes. Na ocasião, o comerciante Rotildino Avelino encomendou do Rio de Janeiro uma imagem do mártir, dando origem às primeiras comemorações em homenagem ao orago. Em 1º de março de 1930, foram realizadas as primeiras eleições, presididas por Eugênio dos Santos, tendo Getúlio Vargas (da Aliança Liberal) obtido 336 votos e Júlio Prestes (PRP) 144 votos para presidente da república. Devido à distância percorrida pelo então escrivão José Zacarias da Silva Roque até o terminal ferroviário, o Cartório do Melo Viana foi transferido para o Calado em 1933, alterando-se então a sede do distrito para a região do atual Centro da cidade.

## Expansão econômica

### Configuração do núcleo urbano

Caminhão transporta madeira extraída em Coronel Fabriciano na década de 1940. Veículo Chevrolet pertencente a Antônio Pereira (Totonho).

Em fevereiro de 1936, ocorreu no Calado a instalação de um escritório da Companhia Siderúrgica Belgo-Mineira (atual ArcelorMittal Aços Longos), que buscava centralizar a exploração de madeira e produção de carvão do Vale do Rio Doce com objetivo de alimentar os fornos de suas usinas em João Monlevade. Foram adquiridos 300 alqueires do paulista Alberto Giovannini e a matéria prima extraída era transportada por caminhões até a estação ferroviária e então encaminhada à indústria. À companhia, por intermédio do superintendente local, o engenheiro Joaquim Gomes da Silveira Neto, deveu-se um grande impulso na cidade como núcleo urbano organizado, visto que várias ruas e avenidas foram abertas e executaram-se diversas construções, especialmente as primeiras casas de alvenaria. Também nesse período foi construído o Hospital Siderúrgica (atual Hospital Doutor José Maria Morais), devido à grande incidência de febre amarela e outras doenças tropicais.
Além dos embarques de madeira e carvão e desembarques de máquinas destinadas ao empreendimento industrial da Belgo, o movimento da Estação do Calado se restringia à chegada de encomendas menores e alimentos. O setor madeireiro passou a representar a principal fonte econômica ao longo da década de 30, beneficiando também a atividade comercial interna, que posteriormente começou a atrair consumidores de cidades vizinhas por meio das quatro paradas diárias de trens. Pelo decreto-lei estadual nº 88, de 1938, Melo Viana passou a denominar-se Coronel Fabriciano, perdendo espaço para a criação do distrito de Timóteo em 17 de dezembro do mesmo ano. Seu nome é uma homenagem a Fabriciano Felisberto Carvalho de Brito, que foi um dos políticos mais influentes de Antônio Dias, tendo recebido do então Imperador do Brasil Dom Pedro II, em 25 de agosto de 1888, o título de Tenente-coronel da Guarda Nacional para a Comarca de Piracicaba. Foi um dos responsáveis pela criação da Vila de Antônio Dias (1911) e do distrito de Melo Viana (1923) por meio de seu filho, Carvalho de Brito, deputado e membro da comissão responsável pela divisão administrativa de Minas Gerais.
No início da década de 1940, foi criada a Casa Giovannini, que vendia ferragens, querosene e mantimentos e foi uma das primeiras grandes lojas do distrito, e ainda se observou a vinda do Banco da Lavoura, primeira agência bancária da localidade, inaugurada por Alberto Giovannini. Em 1º de outubro de 1944, houve a fundação oficial do Social Futebol Clube, que inicialmente se chamava Comercial, por ser composto por comerciantes. Foi a primeira equipe de futebol da cidade e um dos primeiros investimentos em lazer para a localidade que possuía então cerca de 3 500 habitantes, também se destacando a criação da Corporação Musical Nossa Senhora Auxiliadora pela Belgo-Mineira em 1943. Cabe ressaltar o início da prática regular das manifestações religiosas católicas da missa da quarta-feira de cinzas (1939), Coroação de Maria (1939), das celebrações, teatro da Paixão de Cristo e procissões da Semana Santa (1946) e procissões e montagens dos tapetes de Corpus Christi (1946).

### Emancipação

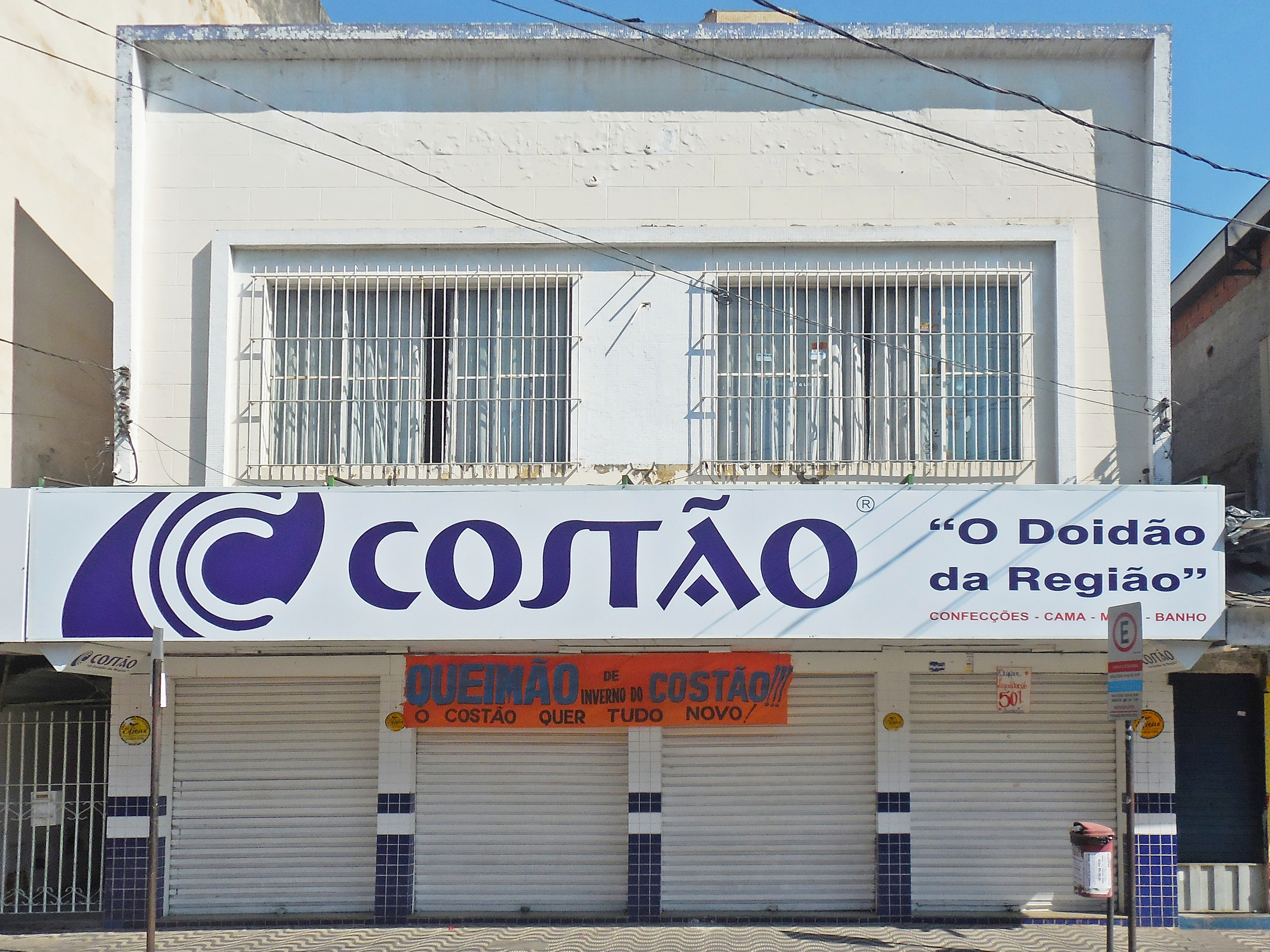
Fachada da Casa São Geraldo ocupada pela rede de lojas "Costão"; prédio onde funcionou a primeira sede da prefeitura. Foto de 2017.

Em 1944, instalou-se a Acesita (atual Aperam South America), impulsionando o crescimento populacional e econômico do lugar com a vinda de mais trabalhadores e posterior necessidade de expansão dos serviços básicos. Em 1947, o ex-prefeito antoniodiense Rubem Siqueira Maia estruturou uma comissão visando à emancipação do distrito, formada por coronel Silvino Pereira (trouxe nordestinos para as obras da EFVM e se tornou comerciante), Lauro Pereira (comerciante e, mais tarde, empreiteiro de carvão da Acesita), Claudiano José Soares (secretário da Belgo-Mineira), Nicanor Ataíde, Narciso Tôrres, José Anastácio Franco, Joaquim Vieira Alves (comerciantes e, pouco tempo depois, políticos), Wenceslau Martins Araújo (topógrafo e diretor da Acesita) e padre Deolindo Coelho (vigário local), tendo apoio do então deputado estadual Tancredo Neves, amigo de infância de Rubem. O artigo 5 da lei estadual nº 28, de 1947, previa que para que se ocorresse a criação de um município, o mesmo devia contar com um mínimo de 10 mil habitantes. Coronel Fabriciano, no entanto, possuía cerca de 5 mil residentes à época, logo a proposta da emancipação fora rejeitada pelo governo mineiro.
Por sugestão de Tancredo Neves, padre Deolindo Coelho forneceu os registros de batismos para que fossem acrescentados à quantidade de habitantes obtida pelo censo realizado precariamente pelo governo de Antônio Dias, excedendo-se assim o mínimo de 10 mil residentes e uma nova proposta de emancipação foi enviada à Assembleia Legislativa de Minas Gerais (ALMG) em 25 de fevereiro de 1948. Neste mesmo ano, ocorreram a vinda da primeira filial de uma grande loja, a Pernambucanas, e a inauguração da Serraria Santa Helena, em 28 de junho, empreendimento que existiu até a década de 1960 e também contribuiu para o desenvolvimento estrutural e demográfico da região central fabricianense. Ainda em 1948, foi fundado por Rubem Siqueira Maia o primeiro jornal do então distrito: O Progresso. O periódico trazia notícias regionais e colaborou com o fomento da força política para que ocorresse a emancipação de Coronel Fabriciano.
A criação da Paróquia São Sebastião, em 15 de agosto de 1948, marcou a instalação da primeira instituição religiosa do Vale do Aço. Em 8 de outubro do mesmo ano, uma opinião favorável à emancipação foi emitida pela ALMG e através da lei estadual nº 336, de 27 de dezembro de 1948, decretada pelo então governador Milton Campos, Coronel Fabriciano deixou de pertencer a Antônio Dias e se emancipou. A instalação aconteceu em 1º de janeiro de 1949, constituída pelos distritos de Barra Alegre e Timóteo, além da sede. O aniversário da cidade, no entanto, passou a ser comemorado em 20 de janeiro, em homenagem ao dia do padroeiro da cidade, São Sebastião. No mesmo dia da instalação foi empossado o intendente Antônio Gonçalves Gravatá, com o objetivo de estruturar a administração do governo até a realização da primeira eleição, em março do mesmo ano. Dessa forma, em 15 de março de 1949, tomaram posse o primeiro prefeito eleito Rubem Siqueira Maia, o vice-prefeito Silvino Pereira e os vereadores Nicanor Ataíde, Lauro Pereira, Ary Barros, José Anatólio Barbosa, Wenceslau Martins Araújo, Sebastião Mendes Araújo, José Paula Viana, Raimundo Martins Fraga e José Wilson Camargo.

## Após a emancipação

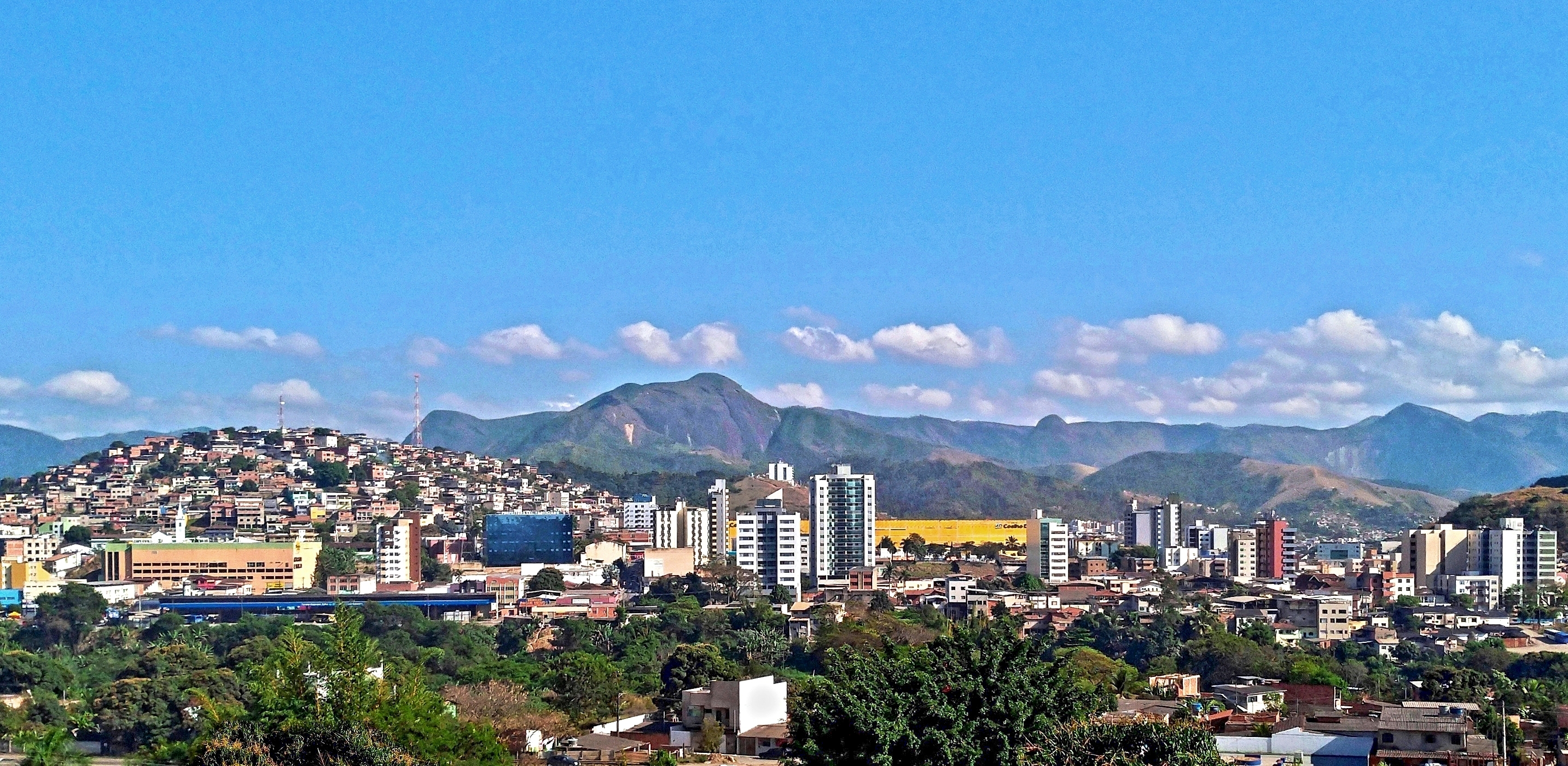
Vista parcial de Coronel Fabriciano a partir de Timóteo em 2020

Pela lei estadual nº 1.039, de 12 de dezembro de 1953, foi criado o distrito de Ipatinga, cujo desenvolvimento observado se deveu, primeiramente, ao movimento das carvoarias da Belgo-Mineira e da Acesita e à construção da Usina Hidrelétrica de Salto Grande, situada no município de Braúnas. O material usado para as obras do complexo chegava por meio de caminhões ou pela EFVM ao então distrito, onde era armazenado e aos poucos transportado até a barragem. A localidade, com cerca de 300 habitantes e 60 casas no ano de 1958, atraiu pouca atenção da sede até o final da década de 50. Neste período, um novo núcleo industrial estava em formação com a construção da Usiminas, no entanto a emancipação de Ipatinga e Timóteo foi decretada pela lei estadual nº 2.764, de 30 de dezembro de 1962 e oficializada em 29 de abril de 1964, o que incluiu os territórios das indústrias. Dessa forma, os complexos industriais da Usiminas e Acesita passaram a pertencer a estes municípios, respectivamente.
Apesar do desmembramento, a maior parte dos trabalhadores das empresas siderúrgicas continuou a morar em Coronel Fabriciano, enquanto as receitas tributárias e a maior parte das ações sociais promovidas pelas indústrias passaram a ser destinadas apenas às cidades vizinhas, que as sediavam. A partir disso, Fabriciano ficou carente de recursos e estrutura para promover as políticas públicas necessárias e o crescimento urbano observado nos anos seguintes não foi acompanhado pelo desenvolvimento econômico e social que fosse capaz de suprir às necessidades da população. Com a escassez de madeira e o posterior declínio da extração madeireira, o comércio passou a representar quase exclusivamente a única fonte de renda municipal a partir da década de 60. Em 1970 a população atingiu os 41 120 habitantes, passando a 75 701 residentes em 1980 e 87 439 pessoas em 1990, segundo estatísticas do IBGE. Em 2003, a cidade alcançou a marca de 100 mil habitantes, sendo 103 694 residentes de acordo com os dados do censo demográfico de 2010.

### Situação política

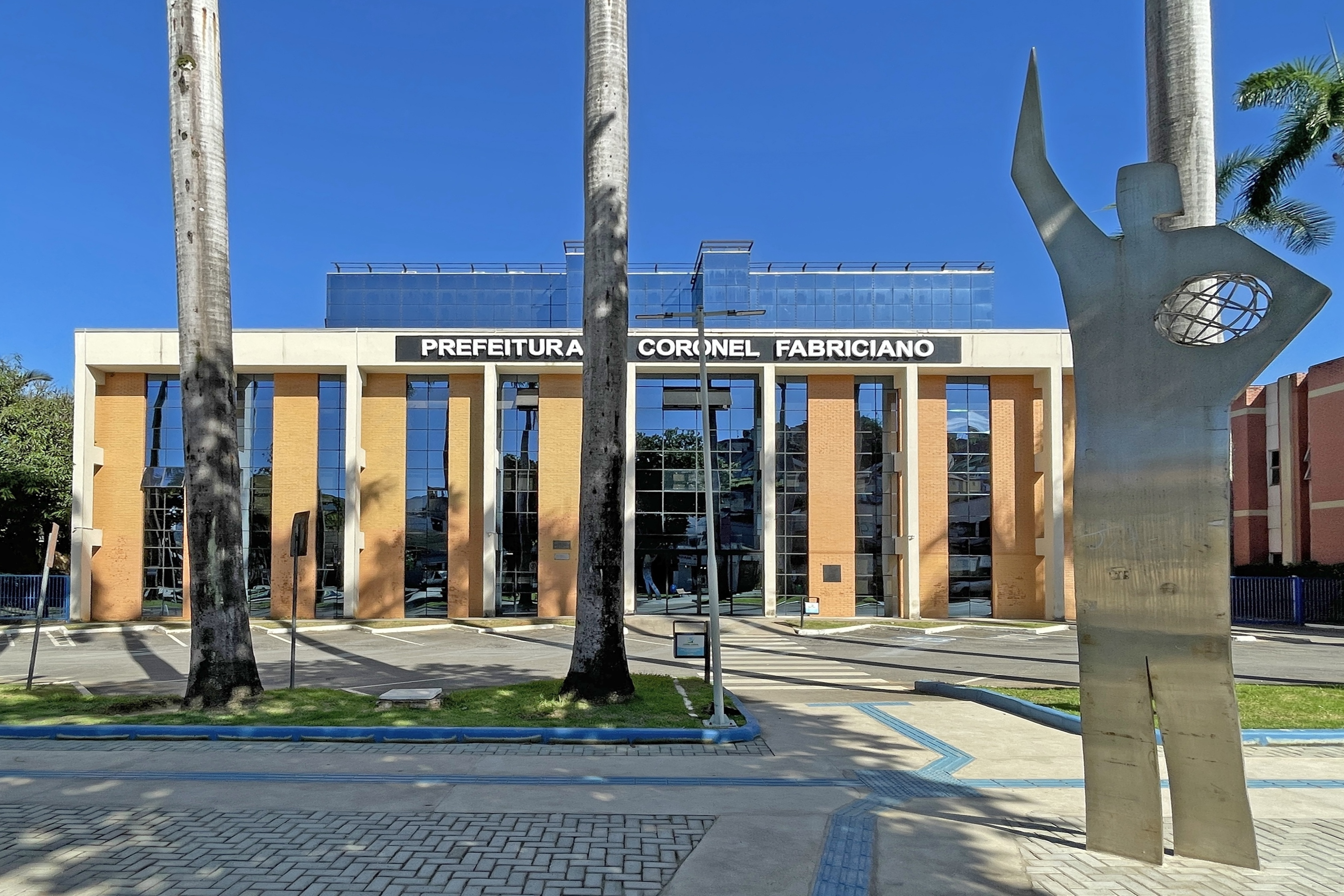
Edifício João Sotero Bragança, sede da prefeitura de 1969 a 2021, quando o gabinete foi transferido para o Paço Municipal (visível ao fundo). Foto de 2025.

A primeira sede da prefeitura funcionou na chamada Casa São Geraldo, que está situada no Centro de Fabriciano e é ocupada por uma rede de lojas na Rua Pedro Nolasco, tendo sido construída por Rubem Siqueira Maia em 1948. O político residiu no andar superior e alugou o imóvel ao ser eleito primeiro prefeito, em 1949, e o local servia ainda como palco de festas e eventos públicos. Em 1961, a sede do Poder Executivo foi transferida para o Sobrado do Armazém, situado no final da Rua Coronel Silvino Pereira, mas em 1969 passou a funcionar em um prédio próprio na Praça Louis Ensch, o chamado Edifício João Sotero Bragança. Atrás deste foi construído o Paço Municipal, que passou a sediar o gabinete após a inauguração do novo prédio em 30 de abril de 2021.
A sede da Câmara Municipal de Coronel Fabriciano foi totalmente consumida por um incêndio em 1988, tendo diversas trocas de sede nos anos seguintes, funcionando em prédios alugados. Contudo, em 2020, foi iniciado o projeto de construção de uma sede própria para a Câmara Municipal de Coronel Fabriciano no bairro Santa Helena. A Comarca de Coronel Fabriciano, por sua vez, foi instalada em 3 de abril de 1955 e seu fórum existiu em um prédio alugado até 1966, quando foi transferido para o Fórum Doutor Louis Ensch, cujo nome homenageava o ex-presidente da Companhia Siderúrgica Belgo-Mineira. Em 1999, o prédio foi reinaugurado e recebeu a denominação de Fórum Doutor Orlando Milanez, em honra ao primeiro promotor público da cidade e pelo fato de outros patrimônios públicos já possuírem o nome "Dr. Louis Ensch".
Não há registros de violência extrema na história política fabricianense, cabendo ressaltar apenas a compra de votos, inclusive com a troca de marmitas com comida entre as décadas de 1950 e 60. Mesmo com os processos de emancipação de Ipatinga e Timóteo, em 1962, não houve encarniçamento por parte das forças políticas de Fabriciano, embora que pouco havia o que se fazer diante da forte pressão por parte de políticos e empresários dos ex-distritos.

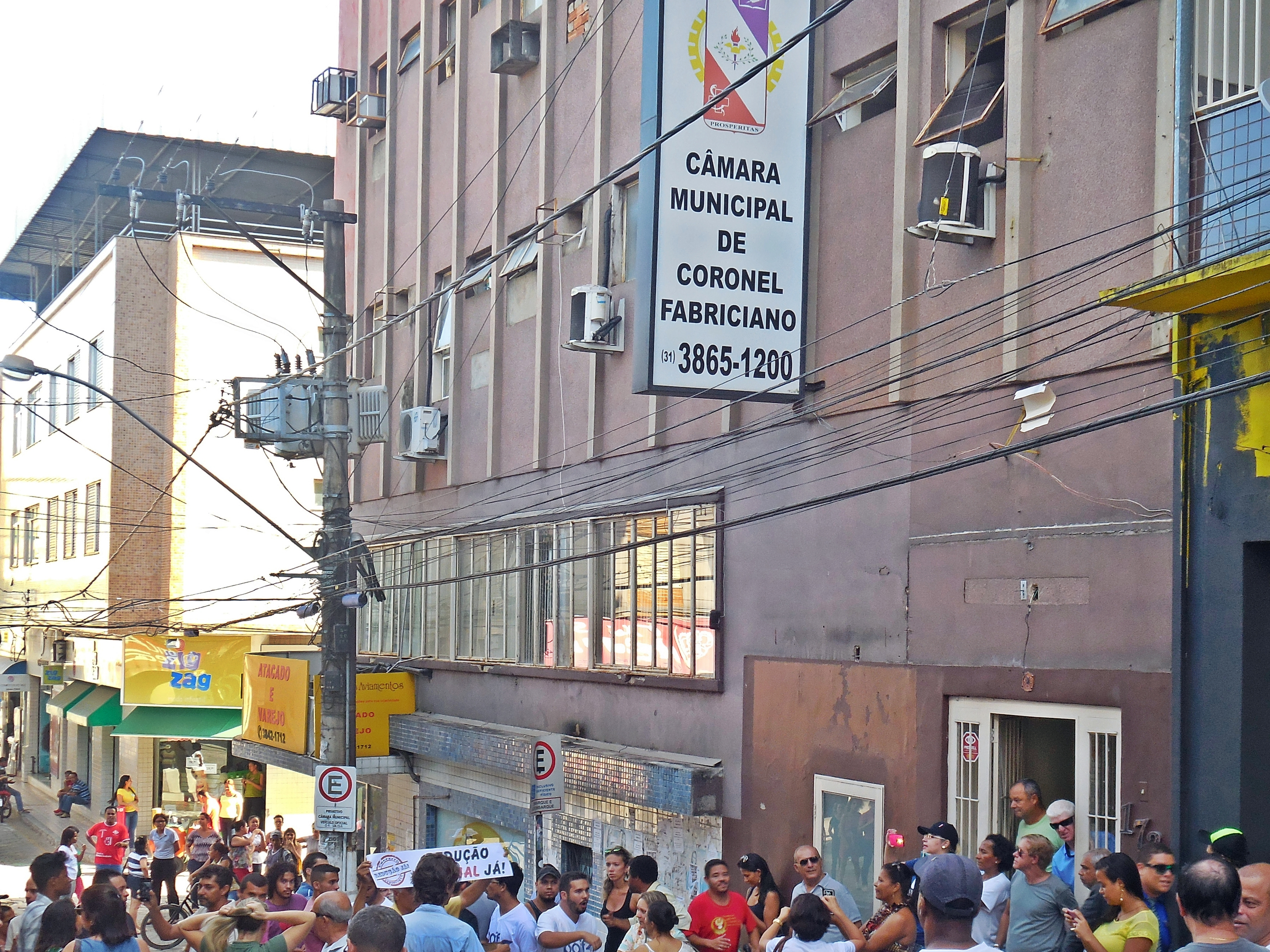
Protesto em frente à Câmara Municipal contra aumento salarial dos vereadores em 2017

O Massacre de Ipatinga, no entanto, ocorrido em 7 de outubro de 1963 no então distrito que estava prestes a se emancipar, marcou o auge da repressão do Estado, responsável por 55% do capital estatal da empresa — outros 5% pertenciam a empresários nacionais e 40% a japoneses —, contra a classe operária da Usiminas em busca de melhores condições trabalhistas. Nesta data, milhares de trabalhadores em greve estavam à frente dos portões da siderúrgica, despontados por uma forte revista no dia anterior, em que leite e alimentos não puderam ser levados para casa, levando a Polícia Militar armada em caminhões com metralhadoras a abrir fogo contra os operários. Estimam-se entre oito e 80 mortos e cerca de 3 mil feridos, prosseguindo-se uma rebelião de três dias, com a destruição da delegacia local, da cadeia pública e de patrimônios da empresa.
Anteriormente ao golpe de 1964, os partidos de maior representatividade em Coronel Fabriciano eram o Partido Social Democrático (PSD), a União Democrática Nacional (UDN) e o Partido Trabalhista Brasileiro (PTB), destacando-se os políticos Durval Pinheiro e Rufino da Silva Neto, este tendo sido prefeito por duas vezes e deputado estadual por duas legislaturas. Silvino Pereira, Alberto Giovannini, Ari Barros, Rubem Siqueira Maia, José Riscala Albeny (estes do PSD), Nicanor Ataíde e Lauro Pereira (UDN) também estiveram entre os políticos mais influentes da cidade entre as décadas de 50 e 70. Após a década de 80, destacaram-se à frente do Poder Executivo, com três mandatos cada, Paulo Almir Antunes e Chico Simões.
Nas eleições de 2012 foi eleita a primeira prefeita mulher Rosângela Mendes, que também deu sequência a mais quatro de doze anos consecutivos de mandatos do Partido dos Trabalhadores (PT) na chefia da prefeitura. Ela sucedeu ao petista Chico Simões, que havia sido eleito em 2004 e reeleito em 2008. Em 20 de junho de 2013, cerca de 3 mil pessoas percorreram toda a Avenida Magalhães Pinto até o Centro da cidade, prolongando-se à região do bairro Caladinho, como parte das Jornadas de Junho. A principal reivindicação a nível municipal era a morosidade em obras públicas. Já nas eleições de 2016, a vitória de Marcos Vinícius da Silva Bizarro (PSDB), reafirmada com sua reeleição no pleito de 2020 com 83,75% de aprovação, deu fim à sequência de mandatos petistas na prefeitura.

### Evolução administrativa

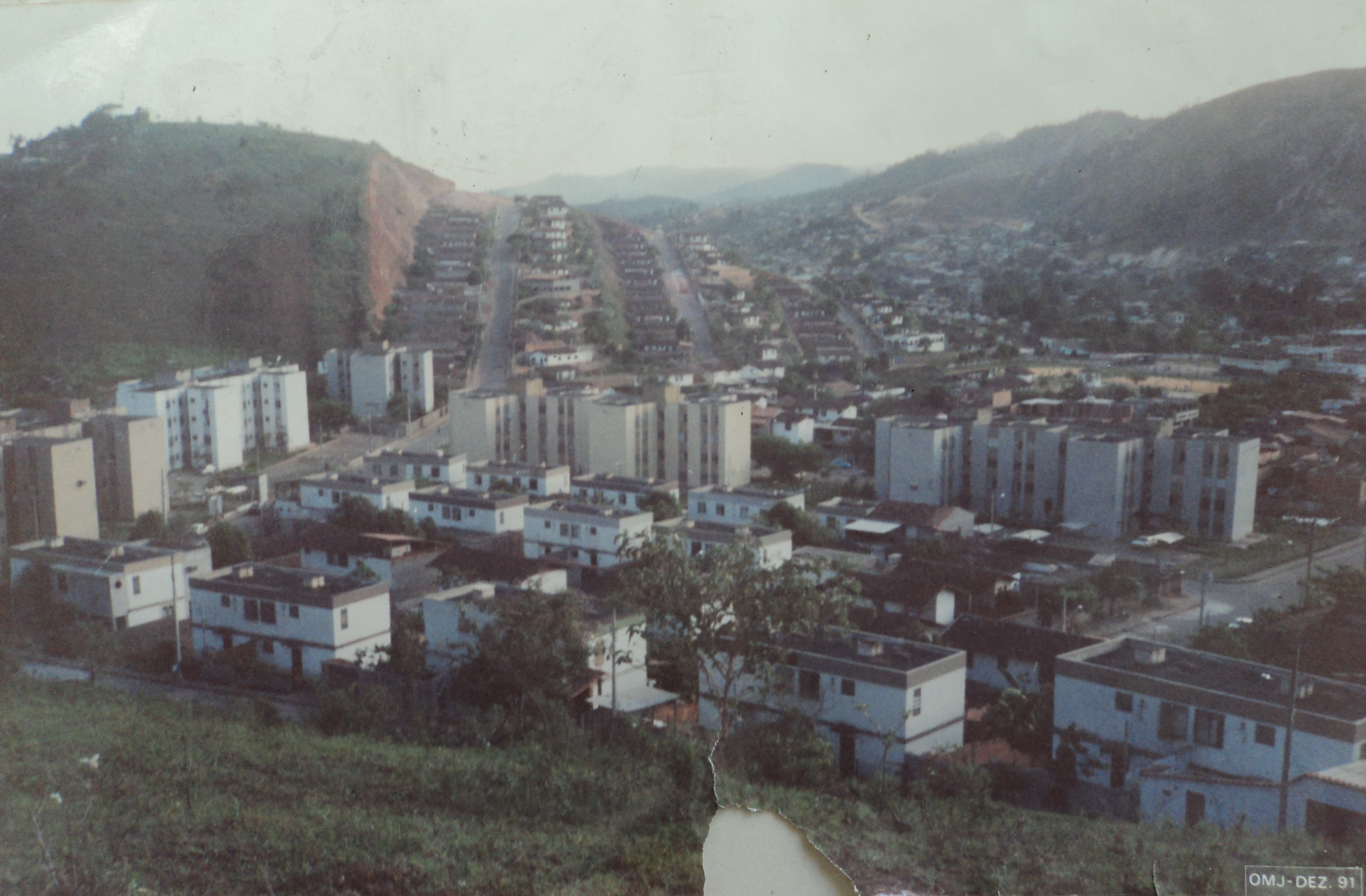
Bairro Floresta em 1991

Pela mesma lei nº 1.039, de 1962, Barra Alegre passou a fazer parte de Ipatinga e foi criado o distrito Senador Melo Viana, região a qual observara um novo ciclo de desenvolvimento em função da atividade comercial. Pretendia-se, originalmente, a emancipação de Senador Melo Viana e um projeto de lei chegou a propor a elevação da localidade à categoria de município, porém não se obteve o resultado desejado, tendo conquistado apenas a criação do distrito. Na década de 1960, foi observado o surgimento de bairros e conjuntos habitacionais a partir de loteamentos de áreas que anteriormente eram ocupadas por sítios ou fazendas.
Cabe ressaltar que boa parte das terras fabricianenses (onde estão bairros como Giovannini, Júlia Kubitschek, São Domingos, Bom Jesus e Santa Cruz) pertencia à Arquidiocese de Mariana até meados da década de 1960. O Amaro Lanari, em contraste, é um dos poucos bairros planejados da cidade, tendo sido projetado pela Usiminas para abrigar os trabalhadores desta empresa entre as décadas de 50 e 60. As terras compreendidas pelos bairros Santa Terezinha, Santa Terezinha II, Aldeia do Lago, Mangueiras e Ponte Nova eram de posse do ex-prefeito Rubem Siqueira Maia, que mantinha na localidade a chamada Fazenda Santa Teresinha, loteada na década de 60.

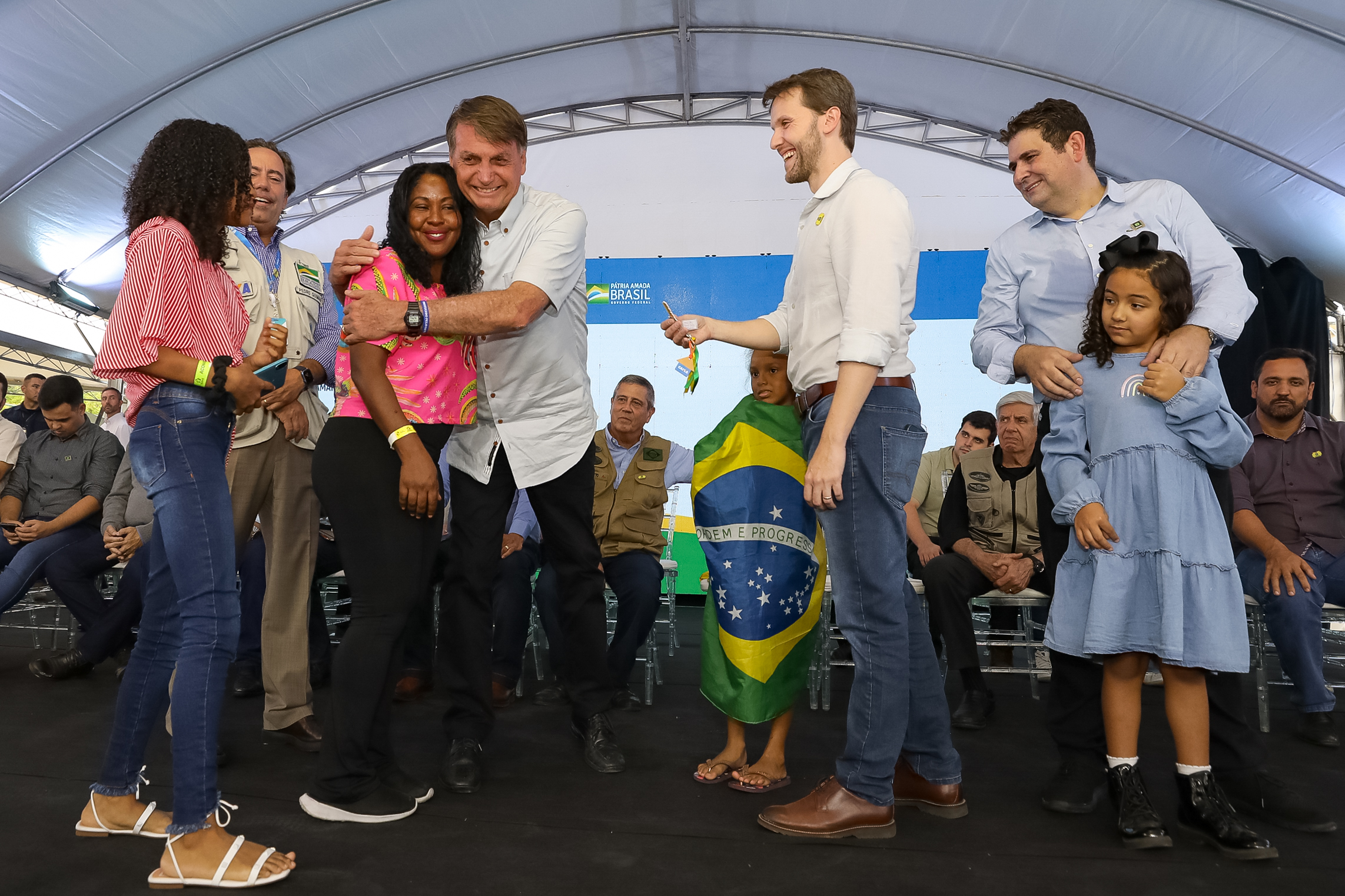
Presidente Jair Bolsonaro na entrega do Residencial Buritis, no bairro São Vicente, em 2022.

Também na década de 1960, surgiu a região do bairro Caladinho, cortada pela MG-4, antiga BR-381, que passava por dentro do perímetro urbano municipal através da Avenida Presidente Tancredo de Almeida Neves até ter esse trecho municipalizado no começo de 2010, quando a extensão sob concessão federal foi transferida para fora do perímetro urbano, no interior do município de Timóteo. Os bairros afastados dos primeiros núcleos habitacionais têm formações mais recentes, como Recanto Verde, São Vicente, Santa Rita e Floresta, criados na década de 80, e Caladão, Contente, Santa Inês, Sílvio Pereira I e Sílvio Pereira II, na década de 90.
Entre 2018 e 2019, ocorreu a construção de 788 unidades habitacionais mediante convênio com a Caixa Econômica Federal, sendo 500 no bairro São Vicente (Residencial Buritis) e 288 no Contente (Contente I). Trata-se do maior pacote de obras de habitação popular na cidade desde a construção do Sílvio Pereira I e Sílvio Pereira II, na década de 80. O fim da década de 2010 também foi marcado pelo direcionamento de um novo eixo de crescimento urbano na região da Avenida Maanaim, entre os bairros Caladinho e Sílvio Pereira II, área que teve sua Operação Urbana Consorciada publicada no Diário Oficial em 30 de abril de 2019.

### Infraestrutura básica e comunicações

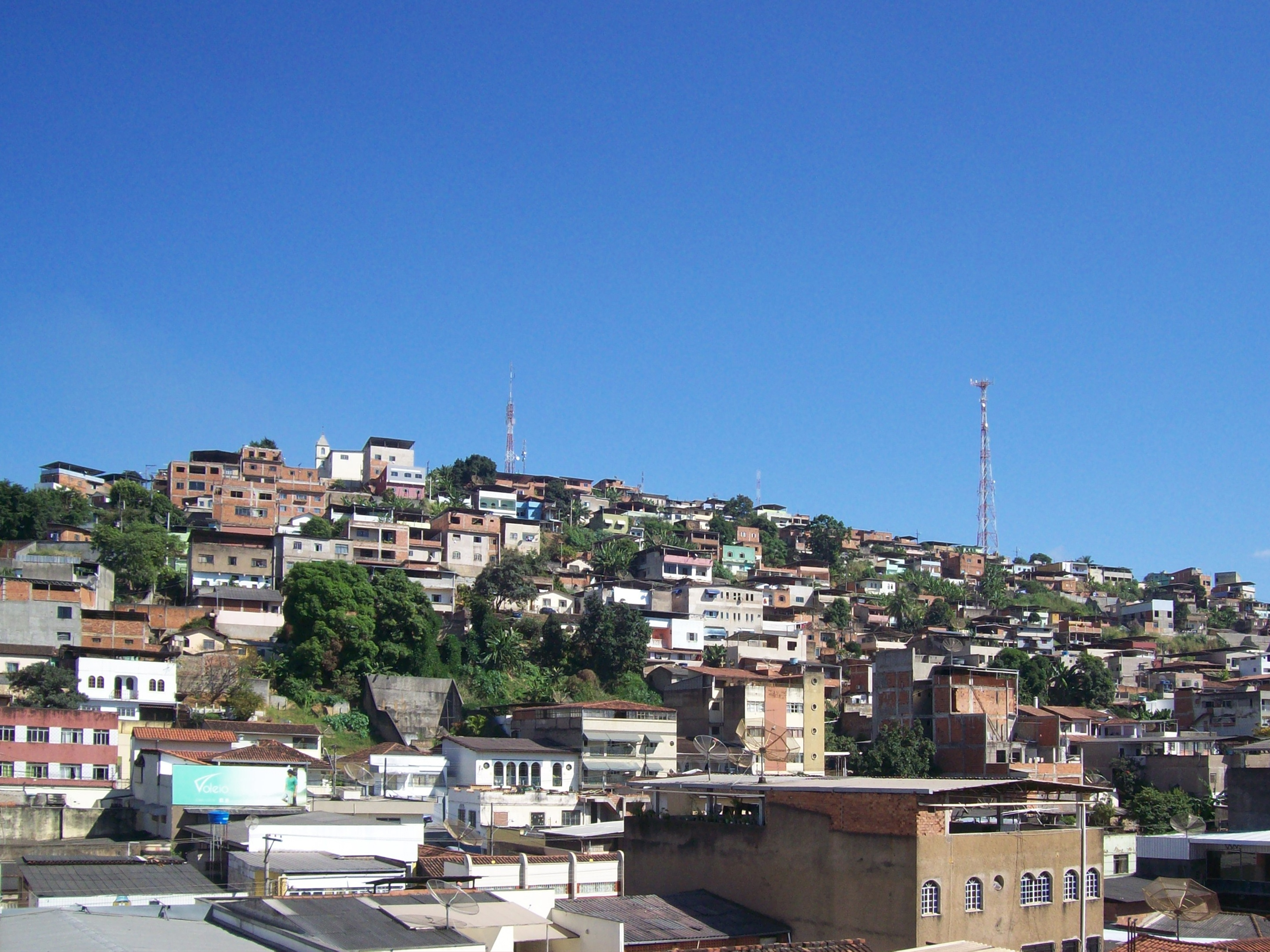
Vista parcial do Morro do Carmo, que foi ocupado massivamente de forma desordenada entre as décadas de 1960 e 70. Foto de 2015.

Conforme já citado, o crescimento populacional desenfreado e contrastado pelo desmembramento das áreas dos núcleos industriais da Aperam South America (antiga Acesita) e Usiminas, que eram responsáveis pelo recebimento de receitas de impostos e ações sociais promovidas, culminou em um crescimento urbano do município não foi acompanhado pelo desenvolvimento econômico e social que fosse capaz de suprir às necessidades da população. Entre o final da década de 1960 e começo da década de 70, observou-se a ocupação do chamado Morro do Carmo, após a distribuição de lotes à população sem avaliações ou critérios técnicos pelo então prefeito Rufino da Silva Neto, acarretando a formação de uma das favelas mais populosas da cidade.
Em 18 de março de 1968, foi criada a Rádio Educadora, primeira emissora de rádio de Fabriciano e de todo o Vale do Aço, tendo inicialmente apenas modulação em amplitude (AM). Outra emissora de rádio que obteve destaque foi a Galáxia FM, fundada em 15 de julho de 1983. Dentre os periódicos, além do jornal O Progresso (1948), que foi o primeiro a ser criado no então distrito de Coronel Fabriciano e colaborou com o fomento da força política, tiveram abrangência regional os fabricianenses O Programa (1954), A Verdade Impressa (1962), O Ipatinga (1963), O Vale do Aço (1967), Diário da Manhã (1969) e O Popular (1973). Em 16 de setembro de 1978, foi criado na cidade o Diário do Aço, que mais tarde passou a ter sede em Ipatinga e se tornou um dos principais da região. Em relação às emissoras de televisão, a que obteve maior sucesso localmente foi a InterTV dos Vales, criada em 2007 como filiada à Record e que passou a ser filiada à TV Globo em 2008.
Desde a década de 1960, o serviço de abastecimento de energia elétrica é feito pela Companhia Energética de Minas Gerais (Cemig), que abrangia a mais de 99% do município ao começo do século XXI. Também na década de 60, foi observada a chegada da Companhia de Saneamento de Minas Gerais (Copasa) no abastecimento de água e coleta de esgoto. O órgão inaugurou, em setembro de 2001, a estação de tratamento de água de Coronel Fabriciano, situada no bairro Amaro Lanari, onde desde então é extraída e tratada a água fornecida à cidade e a boa parte da Região Metropolitana do Vale do Aço.

#### Desastres naturais

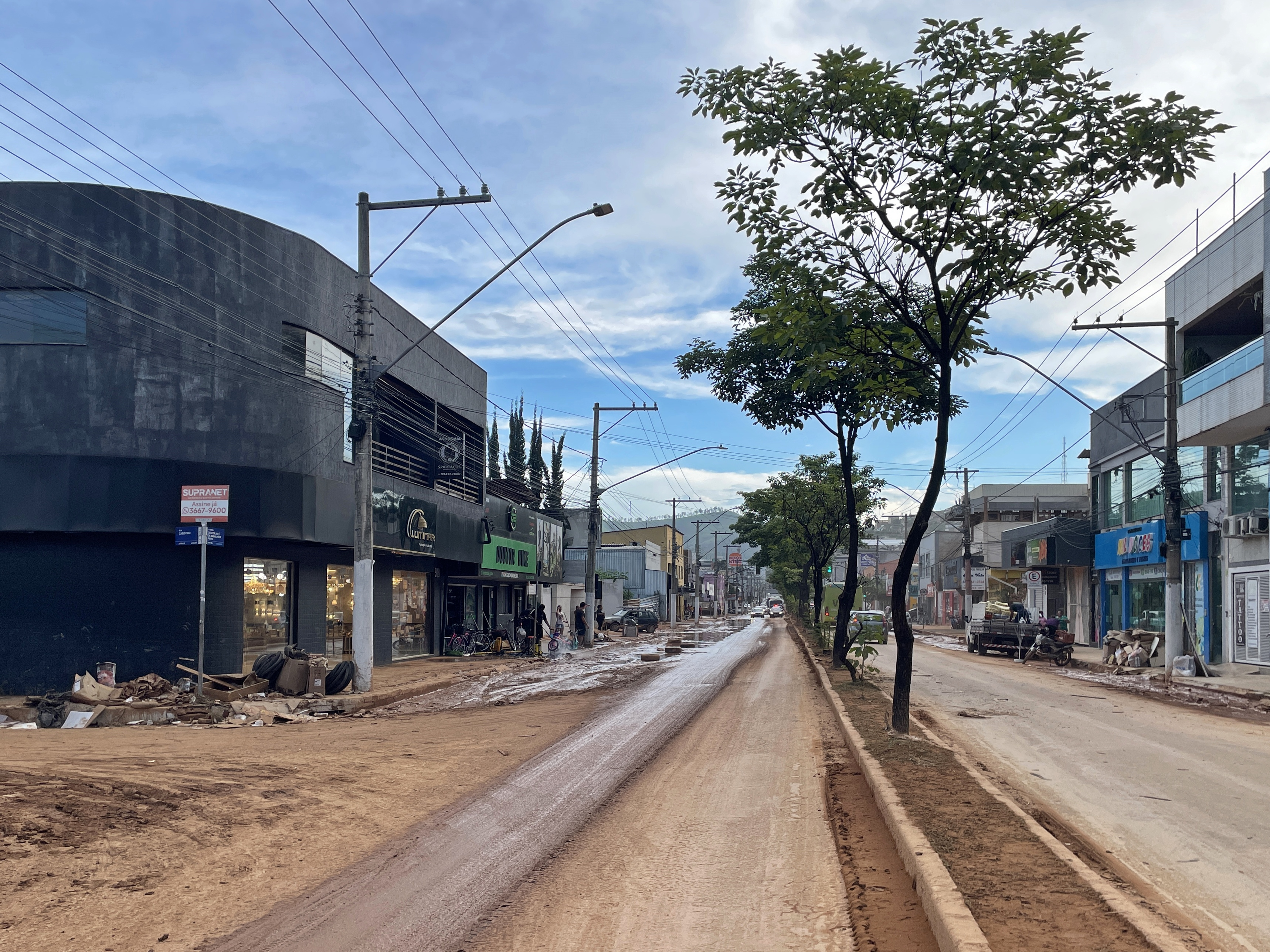
Avenida Magalhães Pinto coberta de lama no bairro Giovannini após a enchente de dezembro de 2024

Devido ao crescimento urbano desordenado, na estação das chuvas se tornaram recorrentes deslizamentos de terra nos morros e enchentes às margens dos cursos hidrográficos em áreas como a Prainha, no Centro de Fabriciano, e em partes baixas dos bairros Mangueiras e Manoel Domingos. Nesse sentido, a enchente de 1979 é considerada a pior da história da cidade, tendo deixado boa parte do perímetro urbano inundada devido à cheia do rio Piracicaba. Já no século XXI, estão entre os principais desastres naturais associados a enchentes, inundações e/ou enxurradas:
- A tempestade de 15 de dezembro de 2005, que provocou enchentes e deslizamentos de terra em todas as regiões de Coronel Fabriciano. Foram registradas mortes e cerca de 100 desabrigados e foi decretado estado de calamidade pública.[85]
- A tempestade de 26 de dezembro de 2013, durante as chuvas intensas que atingiram o Sudeste do Brasil. Ocorreram enchentes em várias partes da cidade e dezenas de pessoas ficaram desalojadas.[86]
- A enchente de janeiro de 2020, provocada pela cheia do rio Piracicaba, devido às chuvas intensas e constantes na bacia do rio Doce. 420 habitantes ficaram desalojados em Coronel Fabriciano e uma pessoa morreu.[87]
- A enchente de janeiro de 2022, provocada por outro evento extraordinário de cheia do rio Piracicaba, devido a chuvas intensas e constantes. Deixou um saldo de 481 desalojados.[88]
- A tempestade de 17 de dezembro de 2024, que provocou enxurradas e inundações em áreas de toda a zona urbana, além de rajadas de vento e queda incomum de granizo.[89] Carros foram arrastados, bairros ficaram isolados, moradores ficaram ilhados e alguns perderam tudo,[90] com um saldo de 1 039 pessoas desabrigadas ou desalojadas.[91] A cidade ficou em situação de calamidade pública.[92] Este desastre natural foi considerado, por vezes, como o mais grave desde a enchente de 1979.[93]

### Crescimento logístico e econômico

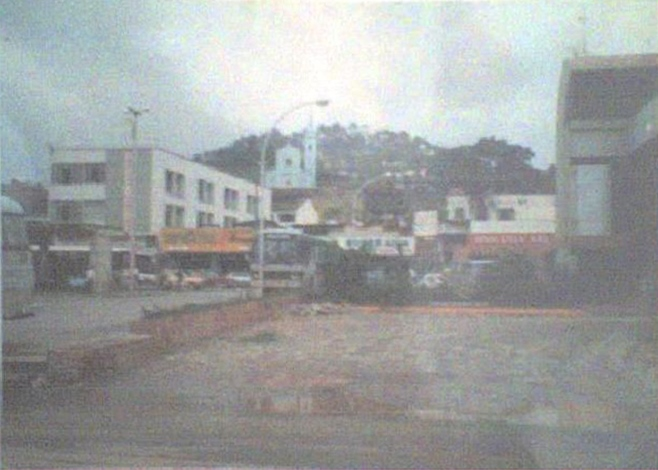
Vista do Centro de Fabriciano a partir do Terminal Rodoviário em 1991

Inicialmente, o transporte coletivo pelo interior do município era de responsabilidade das viações Açofino e Silvânia. Ambas mantinham a linha Fabriciano–Acesita, ligando a cidade ao núcleo industrial da empresa, enquanto que o transporte disponibilizado pela Usiminas para a locomoção de seus trabalhadores era primeiramente precário e irregular, feito através de caminhões pau de arara, sendo acomodado depois de algum tempo. A atual Rua Pedro Nolasco, que já representava o principal centro comercial da cidade, favorecida pelas paradas de trens de passageiros da EFVM que traziam todos os dias centenas de consumidores de outras cidades, estabeleceu-se também como principal parada dos ônibus do transporte coletivo urbano e interurbano. Na década de 1950, surgiram os primeiros serviços de táxi, muitos dos quais transportavam diretores da Acesita e se concentravam em pontos próximos à estação ferroviária.
Em meados da década de 1960, foram criadas as viações Acaiaca e São Roque, que passaram a ser as responsáveis pelo transporte entre as regiões central, do Melo Viana e do Caladinho, e Sayonara, que ligava Fabriciano a Ipatinga e Timóteo, sendo a São Roque substituída pela Múltipla e posteriormente, poucos anos mais tarde, pela Autotrans em agosto de 2008. A Sayonara, que pertencia ao ex-prefeito Mariano Pires Pontes, foi incorporada à Viação Águia Branca em 1970 e deu origem à Univale em 1991, interligando os municípios do Vale do Aço. Até a construção da MG-4, na década de 50, mais tarde anexada à BR-381, o acesso a João Monlevade era feito por uma estrada de chão batido que passava por Dionísio, em um total de 100 km de comprimento, contra 60 km depois da abertura da rodovia.

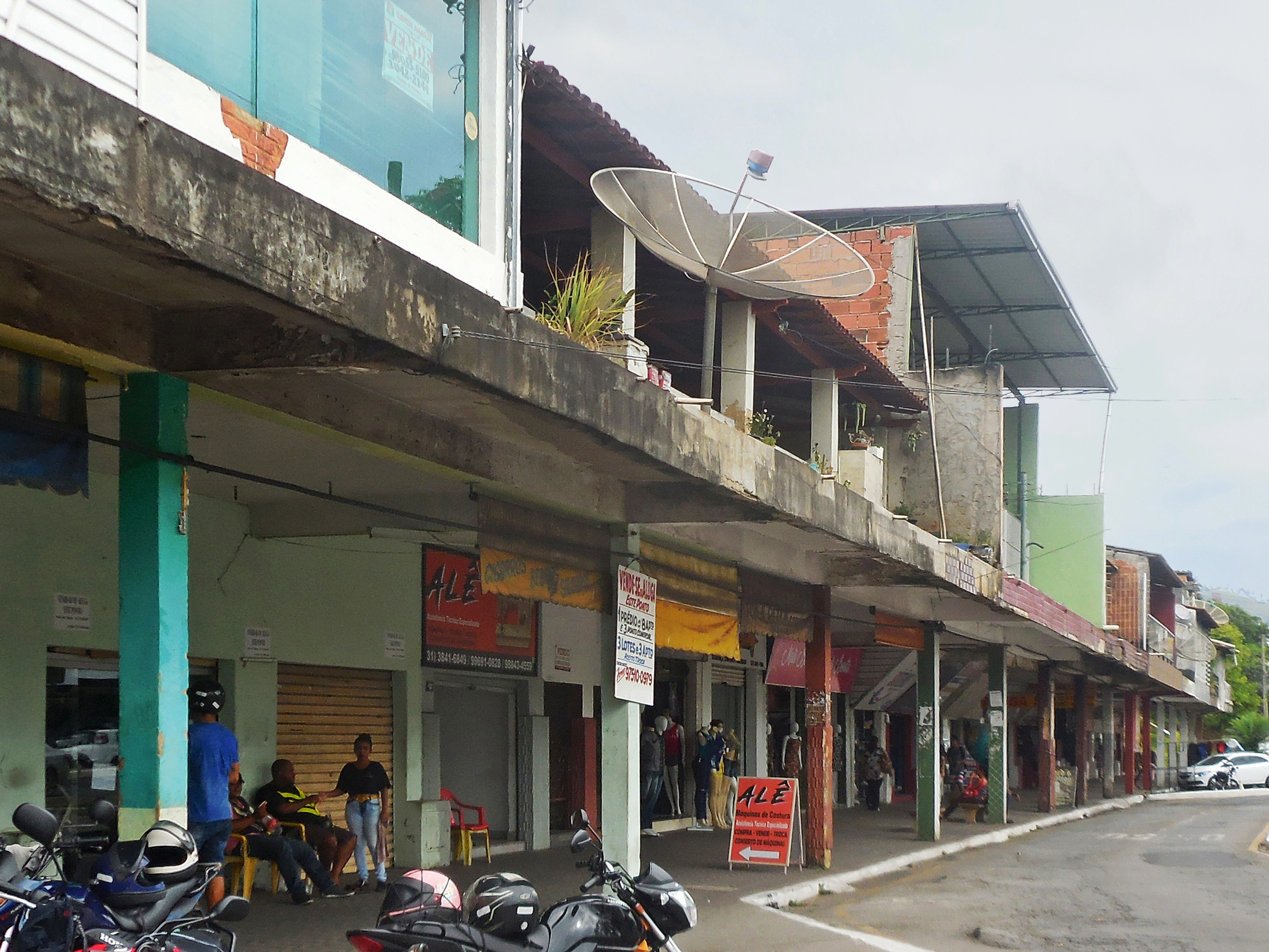
Lojas no antigo terminal rodoviário, a chamada Rodoviária Velha (2019).

A "ponte velha" sobre o rio Piracicaba, que foi construída em 1947 e pertenceu à BR-381, foi por muito tempo a única ligação à vizinha Timóteo. Em 2005, foi inaugurada a Ponte Mariano Pires Pontes, ligando o Centro de Fabriciano ao município vizinho. Nesse tempo o aumento da frota automobilística implicou a necessidade de criação de vias e no aumento da disponibilidade de estacionamentos, com destaque para a estruturação da Avenida Governador José de Magalhães Pinto, ligando o Centro de Fabriciano aos bairros do distrito Senador Melo Viana. Na década de 1950, foi construído o primeiro terminal rodoviário da cidade, situado no bairro Giovannini, em área doada por Alberto Giovannini. Com o crescente desenvolvimento comercial e populacional do Centro, foi necessário o deslocamento da Estrada de Ferro Vitória a Minas da área e com isso a Estação do Calado foi fechada no dia 29 de janeiro de 1979 e demolida alguns anos mais tarde. No local, foi inaugurado em setembro de 1988 o novo Terminal Rodoviário e a integração do terminal urbano, que foi transferida para outro local no Centro para dar lugar à Praça da Estação, em 2008.
Em 1958, ocorreu a criação da Associação Comercial, Industrial e de Prestação de Serviços de Coronel Fabriciano (ACICEL) e, em complemento à atuação da mesma, foi criada a Câmara dos Dirigentes Lojistas (CDL) em 1963. A efervescência do comércio na região central culminou, a partir da década de 90, no esgotamento de lotes e imóveis à venda e na posterior supervalorização imobiliária em bairros ao redor, como Santa Helena, Professores e Todos os Santos. Consequentemente, os investidores comerciais e residenciais migraram cada vez para os bairros do distrito Senador Melo Viana, que passou a apresentar taxas de crescimento superiores às do distrito-sede. Notou-se a partir de então um considerável aquecimento da atividade comercial nos bairros do interior da cidade.

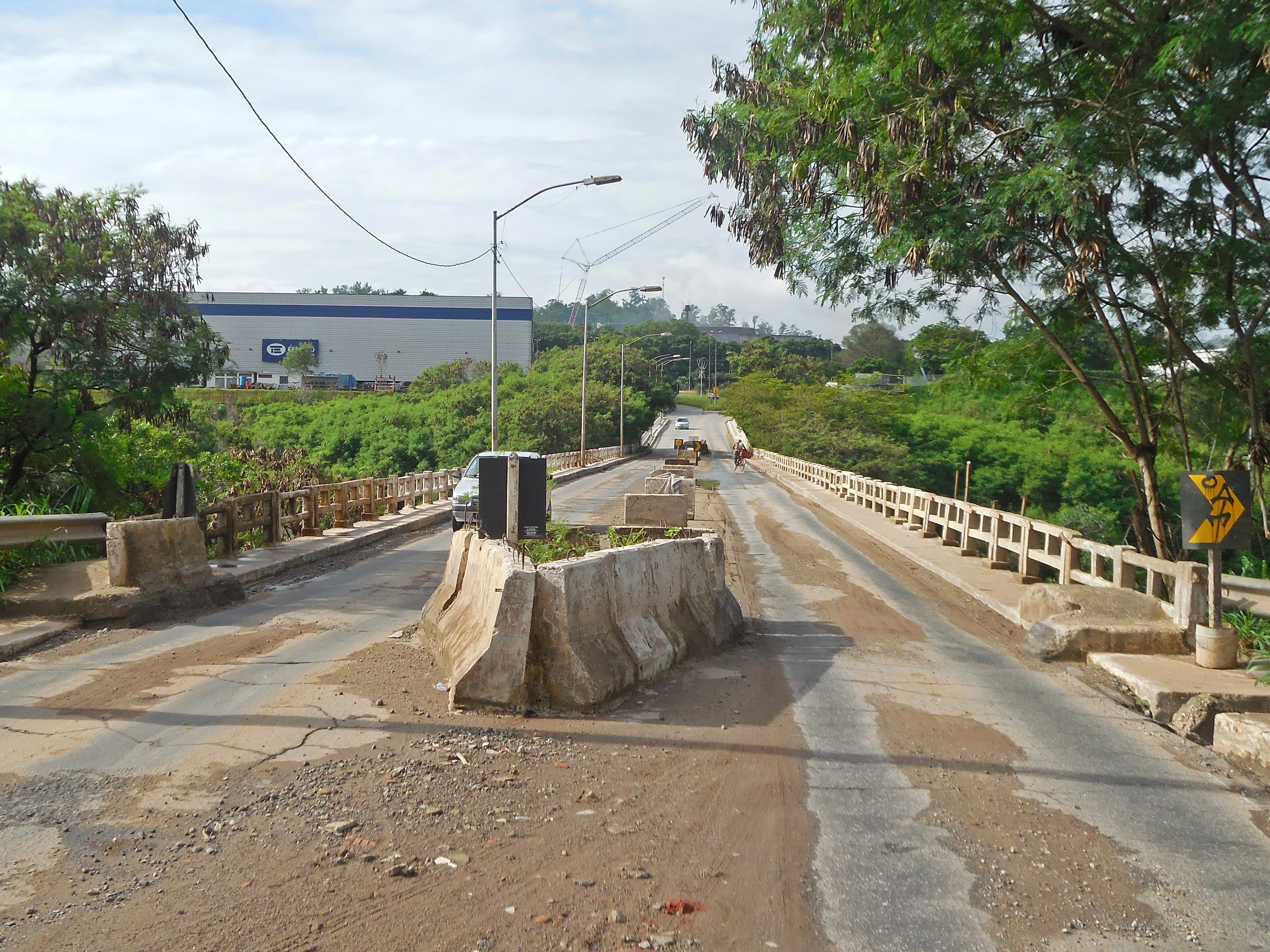
A "ponte velha" bloqueada para veículos pesados em 2018

Em 1995, houve a instalação das primeiras empresas no Distrito Industrial, na região do bairro Belvedere, composto inicialmente por cerca de 40 empresas de diferentes ramos e uma área total de 182 970 m², sendo reestruturado mais tarde pela Companhia de Desenvolvimento Econômico de Minas Gerais (Codemig). Ao começo do século XXI, a descoberta de pedras preciosas e semipreciosas, como água-marinha, turmalina, quartzo, topázio, granada e grafite, fez cogitar o encetamento e a legalização da extração mineral no município. Com o intenso crescimento da região, tornaram-se inefetivas as fronteiras políticas entre os municípios, formando-se em 1998 o Vale do Aço, que foi elevado à categoria de região metropolitana em 12 de janeiro de 2006 envolvendo Coronel Fabriciano e as cidades de Ipatinga, Santana do Paraíso e Timóteo, além dos outros 24 municípios do chamado colar metropolitano. A manutenção da atividade siderúrgica contribuiu para a criação da região metropolitana, que corresponde a um dos principais polos urbanos do estado, apesar do comércio e da prestação de serviços se manterem como principais fontes econômicas em Fabriciano.
Na década de 2010, a cidade passou a enfrentar um imbróglio com o bloqueio da ponte velha sobre o rio Piracicaba, na divisa com Timóteo. Em 8 de novembro de 2012, a estrutura foi interditada após o DNIT constatar tricas na fundação de um dos pilares. A pista foi liberada para veículos leves em abril de 2013, porém blocos de concreto foram colocados nas cabeceiras e no centro para impedir a passagem de caminhões e ônibus. Desde então começaram a ser especuladas reformas ou mesmo sua reconstrução, mas somente em dezembro de 2017, após duas licitações fracassadas, uma proposta de reconstrução venceu a licitação. Em janeiro de 2019, foram iniciadas as reformas, com a ponte reinaugurada e liberada para o tráfego normal em 20 de janeiro de 2020. Outra obra significativa concluída na década de 2020 foi a reconstrução do Trevo Pastor Pimentel, cuja reinauguração aconteceu em 5 de fevereiro de 2024.

### Saúde

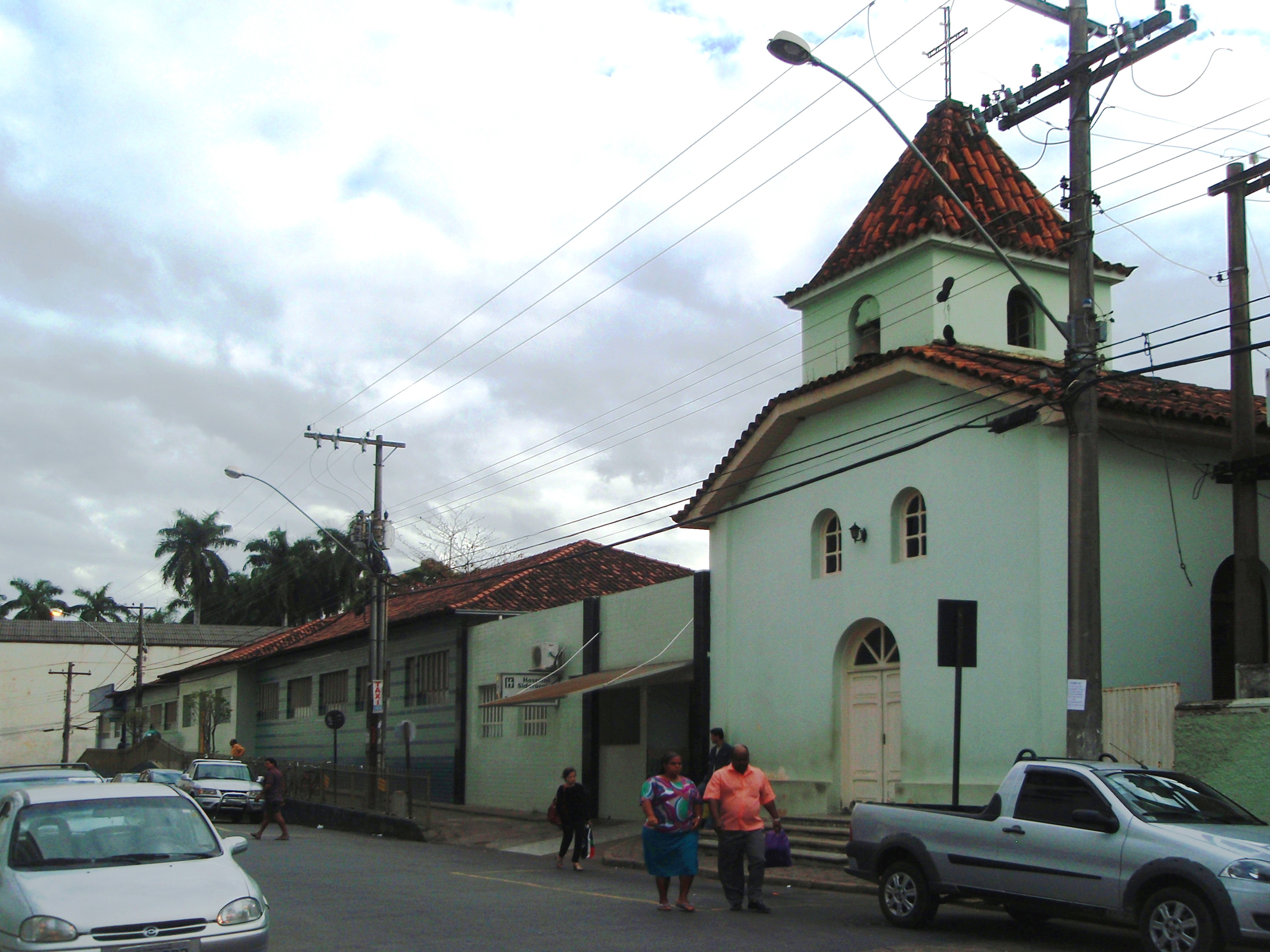
Hospital Siderúrgica em julho de 2010, antes de passar por reformas e se transformar no Hospital Doutor José Maria Morais.

Devido à mata fechada e ao clima, era comum a incidência de doenças tropicais na região, tanto é que a isso se deve a construção do primeiro hospital, o Hospital Siderúrgica, ainda na década de 1930. Até 1960, sua administração foi de responsabilidade da congregação católica Irmãs de Nossa Senhora da Piedade. A primeira rede farmacêutica, a Farmácia Rolim, iniciou-se em Santana do Paraíso na década de 30, mas foi a principal farmácia de Coronel Fabriciano até meados da década de 60, tendo firmado convênios com o Siderúrgica, Belgo-Mineira, Acesita e diversas serrarias. Após vitimar milhares de pessoas na região, a malária foi erradicada no final da década de 40, ao mesmo tempo que se observava o surgimento de uma epidemia de tuberculose. A diarreia também era constante, visto que não havia abastecimento de água tratada.
No começo da década de 1960, o ex-escrivão distrital José Zacarias Roque promoveu a construção de um cemitério às margens do rio Piracicaba, porém o projeto foi reprovado pelo então prefeito Raimundo Alves de Carvalho devido à proximidade com a antiga zona boêmia. Foi providenciada então a construção do atual Cemitério Municipal Senhor do Bonfim, em área doada por Alberto Giovannini. O Cemitério Vale da Saudade, de propriedade particular, é o outro cemitério da cidade e foi construído entre 2000 e 2006, estando situado no bairro Todos os Santos. Em junho de 1960, foi inaugurado o Hospital Nossa Senhora do Carmo, inicialmente Casa de Saúde Nossa Senhora do Carmo, cujos médicos responsáveis pela implantação foram Virgílio Moss, Newton Almeida Barros, Edmundo Araújo e Pedro Guerra. Configurou-se, ao lado do Siderúrgica, como um dos principais hospitais públicos da região e foi administrado por décadas pelas Irmãs Carmelitas. Em 2004, no entanto, passou a ser propriedade da rede Unimed, denominando-se Hospital Unimed Vale do Aço, e desde então atende apenas à população que conte com planos de saúde conveniados ou aos que paguem pelo atendimento particular.

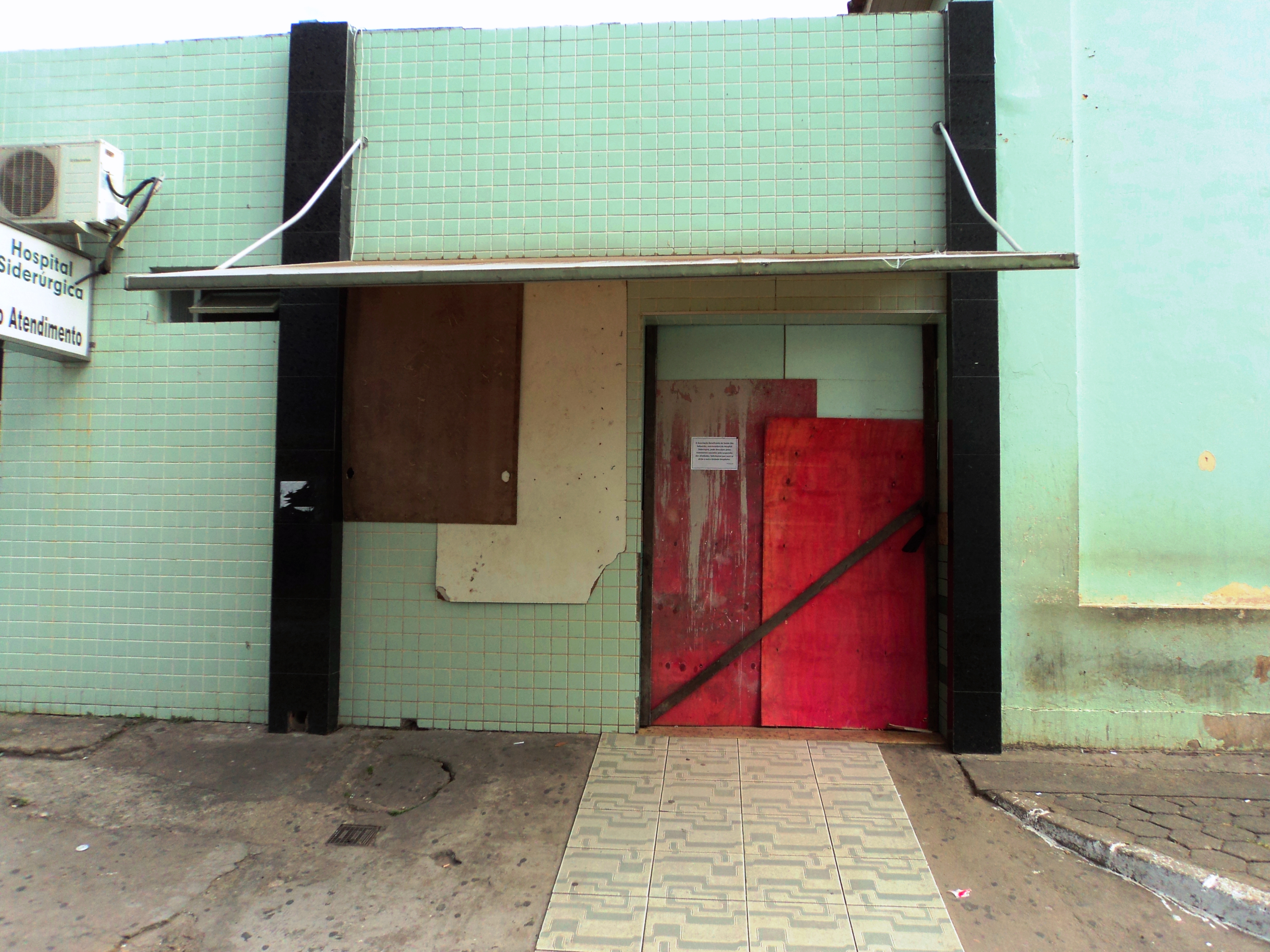
Entrada do pronto-socorro do então Hospital Siderúrgica fechada em 2011

Após ser administrado pela Irmãs de Nossa Senhora da Piedade, o Hospital Siderúrgica, por sua vez, passou a ser regido pela Associação Beneficente de Saúde São Sebastião. Cabe citar que, por causa de problemas financeiros e pela falta de liberação do Certificado do Conselho Nacional de Assistência Social (CNAS), que traz a regularização fiscal e tributária à entidade, chegou a ser fechado por tempo indeterminado em 15 de julho de 2011. O problema mobilizou a União, o estado e a Prefeitura e, em 15 de setembro, foi definido que a Sociedade Beneficente São Camilo seria a nova mantenedora do Siderúrgica. Em maio de 2012, a secretaria estadual de saúde anunciou que o hospital seria reaberto após passar por reformas, sendo reinaugurado em 30 de agosto, sob o nome de Hospital "São Camilo". O contrato com a rede São Camilo chegou ao fim em maio de 2017, quando a administração municipal anunciou assumir a gestão do hospital, que passou a denominar-se Hospital Doutor José Maria Morais. A mesma gestão também inaugurou a Unidade de Pronto Atendimento (UPA) Doutor Walter Luiz Winter Maia no bairro Sílvio Pereira II em 25 de junho de 2020.
A cidade observou, principalmente entre as décadas de 1990 e 2000, uma considerável redução nos índices de desnutrição, mortalidade infantil e gravidez precoce. Em 2000, 17,2% do total de crianças que foram pesadas pelo Programa Saúde da Família estavam desnutridas, enquanto que em 2012 esse índice era de 0,7%. Em 1998, o índice de mortalidade infantil era de 28,5 óbitos a cada mil nascidos vivos, enquanto que em 2012 a taxa era de 17,4. O percentual de crianças nascidas de mães adolescentes caiu de 16,5% em 2001 para 13,3% em 2011. Por outro lado, acompanhando a tendência que antes estava restrita aos grandes centros e passou a ser realidade em grande parte do interior do Brasil, em 1990 foi identificado um caso de AIDS no município, tendo picos de 15 registros em 1997 e 16 em 2006, chegando a 13 em 2011.
Em 2020, Coronel Fabriciano enfrentou os impactos da pandemia de COVID-19, causada pelo coronavírus, assim como em todas as partes do mundo. Em 15 de março o município registrou seu primeiro caso, que também foi o quinto do estado. Como medida preventiva e de preparo houve paralisação no funcionamento do comércio por cinco dias em março, enquanto que aulas e eventos permaneceram suspensos pelos meses seguintes. No entanto, na contramão das diretrizes de controle de circulação e higiene elaboradas pelo governo municipal para permitir o funcionamento da atividade comercial e das recomendações de distanciamento social feitas pelas organizações de saúde, foram registradas aglomerações e desrespeito às instruções por uma parte da população.

### Educação

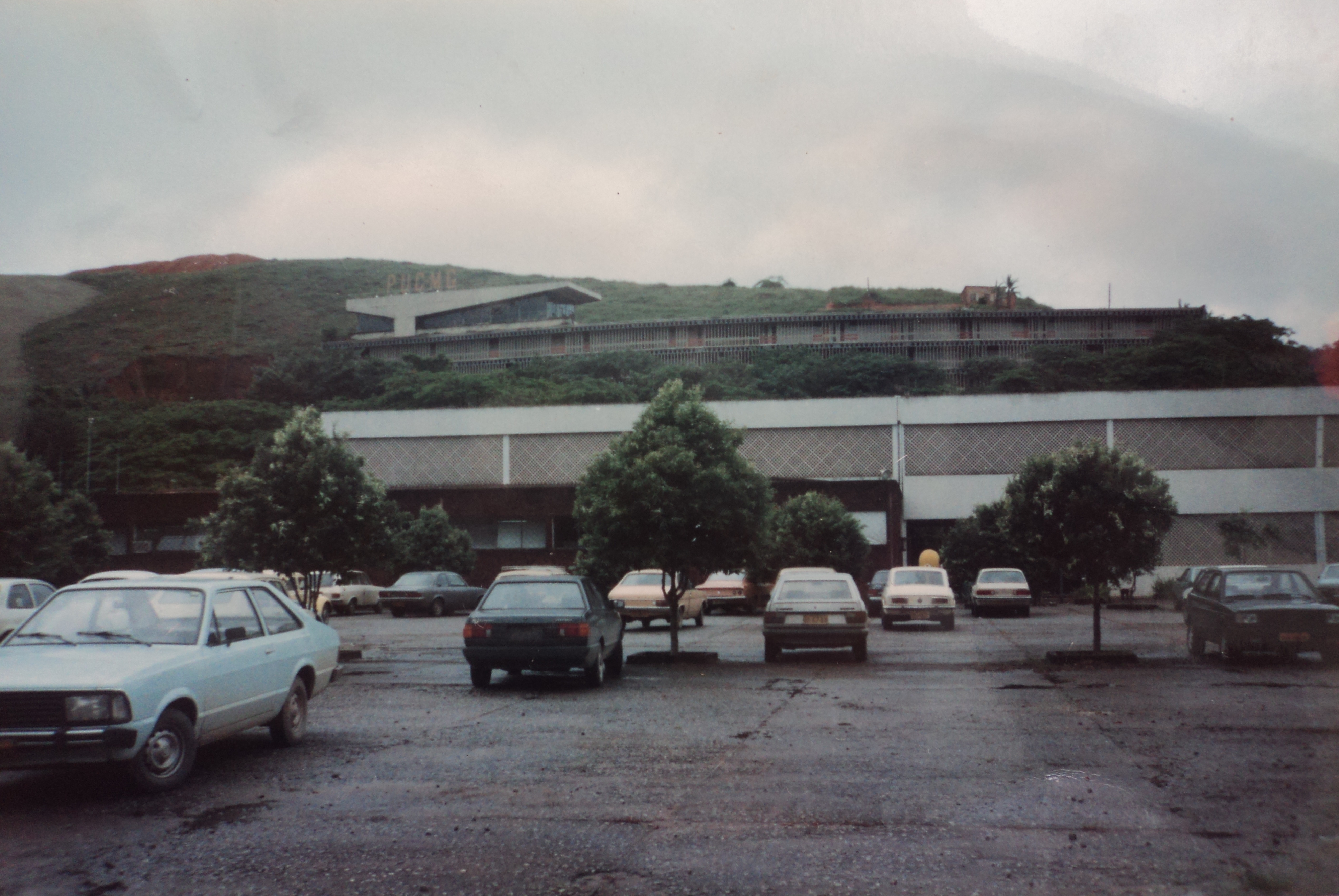
Vista do Unileste, então campus da PUC Minas, em 1990.

A educação brasileira sofreu nesse meio século mudanças profundas com a universalização da instrução primária obrigatória, a expansão do ensino secundário e o incentivo à instalação de escolas superiores privadas. A Escola Estadual Professor Pedro Calmon, criada em 1952, foi o primeiro prédio escolar construído em Coronel Fabriciano. Inicialmente, como grupo escolar, era frequentada pelos filhos das famílias mais influentes da cidade, muitos dos quais obtinham bons resultados em vestibulares de universidades concorridas. Por outro lado, ao final da década de 1950 a educação fabricianense ainda se mostrava precária, com elevados índices de evasão escolar e analfabetismo. O mesmo Pedro Calmon não suportava a demanda de matrículas, mesma situação enfrentada pela escola primária do então distrito de Ipatinga, que funcionava na sede da delegacia de polícia, e pelo Grupo Escolar Padre Deolindo Coelho, no Melo Viana. Segundo dados do Rotary International, presente na cidade desde 1959, naquela ocasião cerca de 57% da população era analfabeta e 43% não sabiam ler e escrever, situação que começou a ser invertida com a construção de novos grupos escolares em parceria com o estado, a partir da década de 60.
O Colégio Angélica, fundado pelo arcebispo da Arquidiocese de Mariana, Dom Helvécio Gomes de Oliveira, foi a primeira instituição de ensino particular. Sua atuação se estendia a outros setores da sociedade, como ministrando a catequese às crianças em apoio à Paróquia São Sebastião e na assistência social aos moradores do Morro do Carmo, onde desenvolveram cursos de trabalhos manuais, culinária, corte e costura. Seu nome homenageia Angélica Rosa da Silveira, mãe do superintendente local da Belgo-Mineira Joaquim Gomes da Silveira Neto, o qual doou o terreno para a construção da instituição. A Escola Estadual Alberto Giovannini, fundada em 28 de junho de 1969 sob a presença do então governador de Minas Gerais Israel Pinheiro, foi a primeira escola estadual da região do Vale do Aço. Seu nome homenageia o paulista que doou as áreas para a construção da primeira estação rodoviária, do Cemitério Municipal e da própria instituição. Neste mesmo ano, foi criada pelo então prefeito Mariano Pires Pontes a Biblioteca Pública Professora Mariana Roque Pires, cujo nome reverencia a pioneira da educação pública regular na cidade.

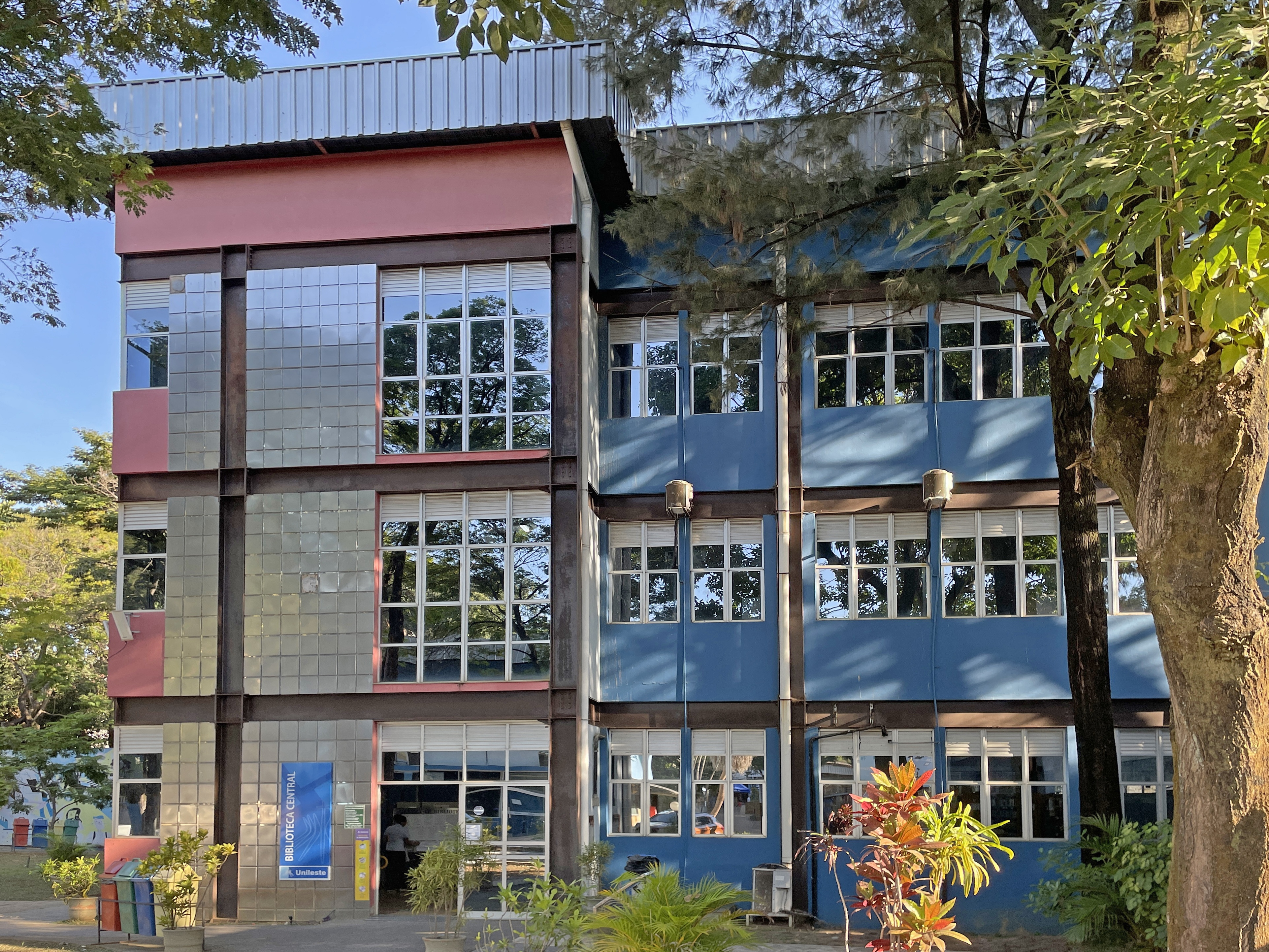
Biblioteca Dom Serafim Cardeal Fernandes Araújo (Biblioteca Central), no Unileste, fundada em 26 de fevereiro de 1999. Foto de 2024.

Também no final da década de 60, observou-se a implantação da Universidade do Trabalho (UT), atual Centro Universitário Católica do Leste de Minas Gerais (Unileste), cuja fundação se deveu à Congregação Padres do Trabalho e ocorreu a 1º de abril de 1969. A instituição se desenvolveu até se estabelecer como o maior complexo educacional do Vale do Aço, parte de uma rede de outras instituições de ensino superior e colégios no Distrito Federal, Tocantins e no leste mineiro. Juntamente com a vinda do Unileste, no começo da década de 70, os Padres do Trabalho foram encarregados da construção dos bairros Universitário, visando a servir de moradia aos estudantes, e Professores, conjunto de moradias elitizado criado a fim de abrigar os professores e funcionários.
O campus do Unileste de Coronel Fabriciano abriga ainda marcos como a Fazendinha, que funcionou inicialmente como casa de hóspedes e foi planejada como réplica da fazenda que existia anteriormente à construção do centro universitário; o Teatro João Paulo II, construído em 1978 no andar térreo do Colégio Padre de Man, no campus da universidade; a Biblioteca Dom Serafim Cardeal Fernandes Araújo (Biblioteca Central), que possui um dos maiores acervos bibliográficos da região; e o Museu Padre Joseph Cornélius Marie de Man, que foi implantado em 1993 e contribui para a preservação da história local e institucional. Em outubro de 2014, foi inaugurado o Museu José Avelino Barbosa, que foi o primeiro museu público do município e cujo nome reverencia o empresário e comerciante que foi um dos pioneiros da cidade. Em relação ao ensino básico, cabe ressaltar também a implantação do Colégio João Calvino, em 1965, configurando-se como a primeira instituição de ensino protestante da cidade; e a inauguração da Escola Municipal Otávio Cupertino dos Reis, em março de 2006, que está localizada no bairro Caladão e foi a primeira da região a ser planejada como núcleo integral.

### Religião

Catedral de São Sebastião, inaugurada em 1993 e desde então cossede da Diocese de Itabira-Fabriciano. Foto de 2015.

O crescimento demográfico acelerado e, por vezes, sem controle, favoreceu o aumento do déficit habitacional e da violência. Dessa forma, instituições religiosas passaram a intervir com ensinamentos religiosos e a organização de projetos sociais. Conforme já citado, a Igreja Católica, por meio de suas congregações, intermediou diretamente na construção do Colégio Angélica e dos hospitais Siderúrgica e Nossa Senhora do Carmo. Ao final da década de 1960, a então Diocese de Itabira, juntamente à congregação católica dos Padres do Trabalho, auxiliou na implantação da Universidade do Trabalho (UT), atual Unileste, e a Sociedade de São Vicente de Paulo foi a responsável pela construção de casas às vítimas das enchentes de 1979 no atual bairro Frederico Ozanan. A Corporação Musical Nossa Senhora Auxiliadora, criada em 1943, foi desativada em 1960, voltando à ativa após receber instrumentos musicais doados pela ALMG, sendo mantida durante algum tempo pelos vicentinos.
A Paróquia São Sebastião, que inicialmente compreendia a todo o território municipal, foi criada meses antes à emancipação política, em 1948. Dentre outros feitos, a circunscrição eclesiástica foi a encarregada da fundação da Igreja Matriz de São Sebastião, em 1949, em substituição à antiga que havia desabado; pela construção do Salão Paroquial São José, em 1959; e pela instalação da Rádio Educadora, dirigida desde então pela Congregação dos Missionários Redentoristas. Em 20 de janeiro de 1963, foi criada a Paróquia Santo Antônio, correspondente ao distrito Senador Melo Viana.
Em 1º de junho de 1979, o Papa João Paulo II, por meio do decreto Cum urbs vulgo Coronel Fabriciano, mudou a denominação da diocese local para Diocese de Itabira-Fabriciano. A função de co-catedral foi atribuída à Igreja Matriz, porém houve necessidade da construção de um templo maior, devido às lotações, e em 4 de julho de 1993 foi inaugurada a co-catedral de São Sebastião. Em 14 de fevereiro de 2011, ocorreu a criação da Paróquia São Francisco Xavier, desmembrada da Paróquia Santo Antônio. Já em 9 de maio de 2021, foi emancipada a Paróquia Nossa Senhora de Fátima a partir da Paróquia São Sebastião. Desde a década de 1950 e de forma mais acentuada entre as décadas de 1980 e 90, no entanto, a Igreja Católica divide espaço com outros credos religiosos, que vão desde as mais variadas denominações cristãs protestantes até as praticas esotéricas e indígenas, além da presença dos sem religião.

### Cultura e lazer

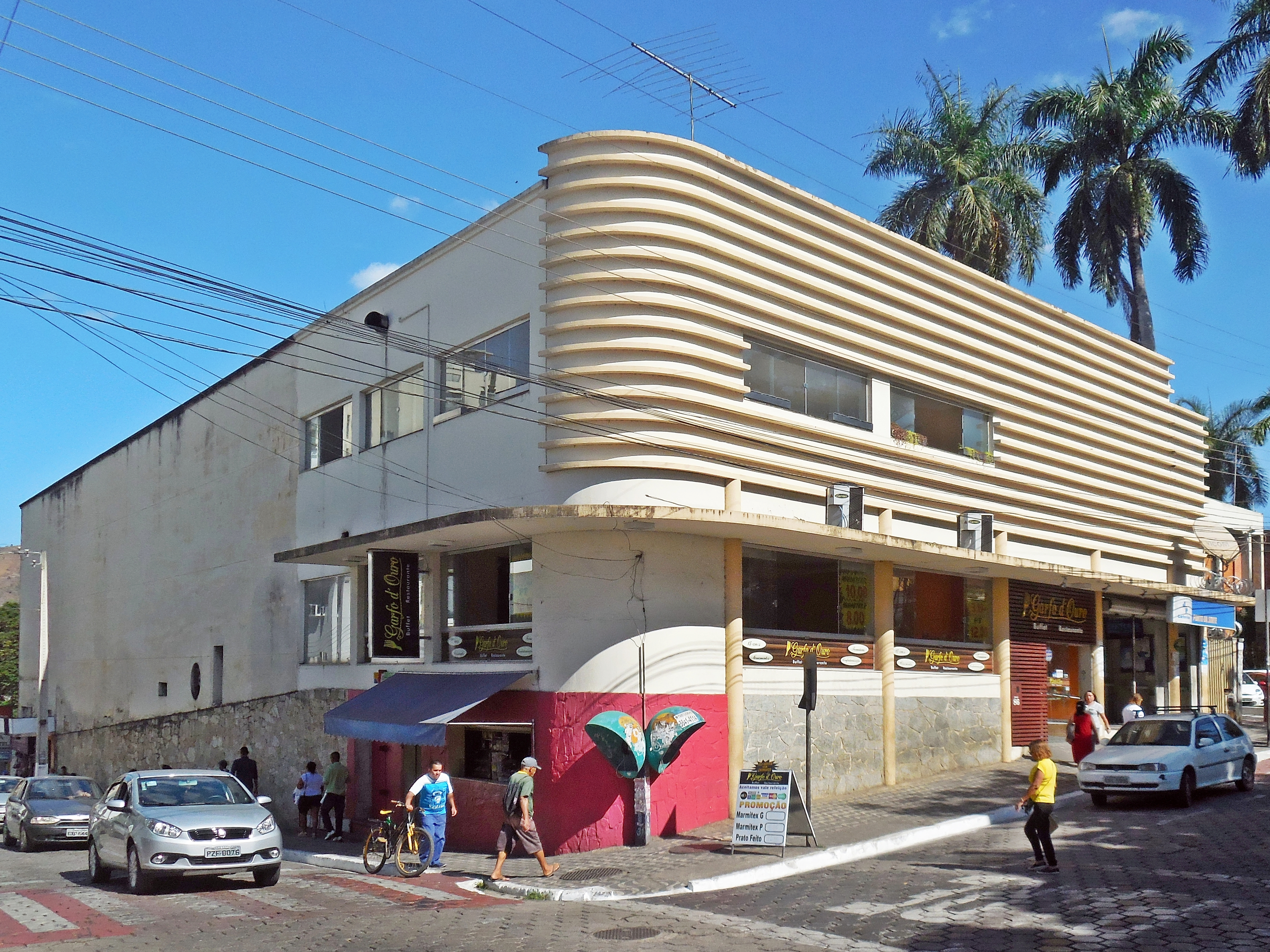
Prédio do antigo do Cine Marrocos. Foto de 2017.

Na década de 1960, o panorama musical de Coronel Fabriciano acompanhava os ritmos que influenciavam a juventude do Brasil e do mundo. Diversas bandas formadas na cidade tiveram repertório baseado nos Beatles, Creedence, The Rolling Stones e Renato e Seus Blue Caps. Dentre as bandas locais mais famosas, cabe ressaltar "The Best", "Tenebrosos" e "The Lions". "The Best" foi formado em 1965 primeiramente pelo baterista Chico Pão, guitarrista-solo Nonô, João Luiz (base), Osvaldinho (baterista) e Jair (sax). Os "Tenebrosos" eram comandados pelo cantor e compositor Zé Roberto (base) e composto por Silvinho (baixo), Cassiano (teclado), Ney (baterista) e Ary Carneiro. Os "The Lions", por sua vez, foram o grupo que obteve mais destaque, cuja formação mais famosa era composta por Heli Machado, Zé Orlando, Vivaldo, Aryzinho e o vocalista Luís Carlos, sendo empresariado por João Primo. Essas bandas se apresentavam em diversos bailes de Minas Gerais e Espírito Santo e no Vale do Aço os principais pontos de encontro da juventude local eram o Elite Clube, Campestre, Choupana e Olaria (Timóteo); Clube Casa de Campo, Casebre, Cabana e 7 de Setembro (Coronel Fabriciano); e no Usipinha (Ipatinga). Dentre os fabricianenses, destaca-se o Casa de Campo, fundado em 5 de setembro de 1966, que ainda existe no bairro Santa Helena e foi palco de eventos e bailes diversos.
Fabriciano configurou-se como um importante polo cultural regional no que se refere à vida noturna, sobretudo entre as décadas de 1960 e 80. Durante este período, a cidade teve quase 40 bares, restaurantes e casas noturnas que inicialmente visavam a atender aos trabalhadores das siderúrgicas locais. Dentre eles se destacaram o Cabana, Kazebre, Skritório, Boteco, Itapoã, Sobradão e Cosmo's, que por vezes atraíam frequentadores até mesmo da capital mineira. Após a década de 1990, o fluxo noturno observou uma considerável redução, migrando do Centro de Fabriciano para a Avenida Magalhães Pinto. Os bailes de Carnaval, realizados pela prefeitura a partir de 1960, deixaram de existir por volta de 1990. As festas juninas estão presentes, em grande parte, desde a década de 70, sendo a maioria delas organizada pelas comunidades católicas ou escolas. A Casa de Cultura do Vale do Aço, criada em 1978, foi um dos principais palcos de espetáculos e oficinas cênicas e teatrais na região, sendo o espaço ocupado mais tarde pelo Hospital São Lucas, no bairro Santa Terezinha II.

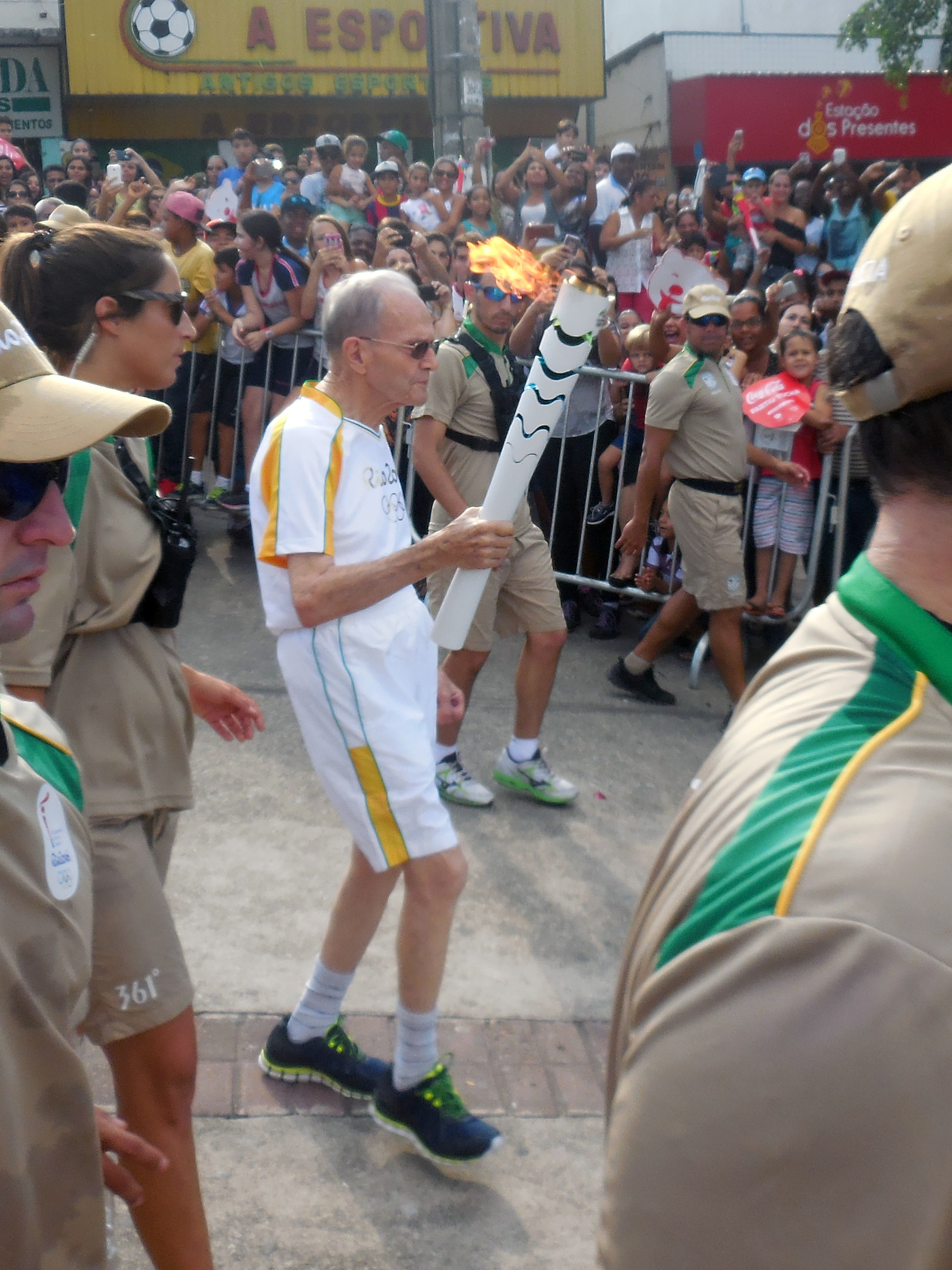
Dom Lélis Lara durante o revezamento da tocha dos Jogos Olímpicos de 2016 em Coronel Fabriciano

Mais voltado para as crianças e jovens, em 1963 foi criado o Grupo Escoteiro Tapajós, oferecendo à população atividades relacionadas ao ramo do Escotismo. Na mesma ocasião, foi erguido o Cine Marrocos, que abrigava uma das maiores salas de cinema da região e foi construído em substituição ao Cine Glória, situado na atual Rua Moacir Birro. Este, por sua vez, foi inaugurado na década de 1950 e nos primeiros anos de funcionamento foi a principal forma de lazer das famílias fabricianenses, visto que ainda não havia televisão nas casas. No final da década de 80, as 1 300 cadeiras do Cine Marrocos foram compradas pela Paróquia São Sebastião para a conclusão das obras da Catedral, após o fechamento da sala. Na década de 90, houve rumores que o município receberia um grande centro comercial, o chamado Shopping Três Cidades, que estaria situado em frente ao campus do Unileste. As primeiras colunas do empreendimento chegaram a ser colocadas, no entanto o terreno foi bloqueado judicialmente em 1997 e a área foi abandonada. Na Serra dos Cocais, o artesanato e as marujadas das comunidades rurais e o turismo ganharam destaque e incentivos no decorrer da segunda metade do século XX.
O futebol de Coronel Fabriciano, por sua vez, obteve destaque regional em relação à tradição de seu amadorismo. O Social Futebol Clube, fundado em 1944, foi o time de futebol mais bem sucedido da cidade, tendo participações na divisão de elite do Campeonato Mineiro após a década de 1990. O Estádio Louis Ensch, construído em 1950, é considerado a "casa" do Social e desde então se configura como maior estádio da cidade. O maior rival do Social em Fabriciano era o União Esporte Clube, criado em 1956, passando a se chamar Avante Esporte Clube em setembro de 1958, quando também foi criado o Estádio Josemar Soares, casa do Avante. Em setembro de 1968, foi criado o Rosalpes, a partir da fusão de dois times que usavam o mesmo campo para treinos: o Alpes e o Santa Rosa. Inicialmente, o clube treinava em um terreno que foi ocupado por residências onde está situado o bairro Giovannini.
Em 10 de outubro de 2012, foi fundado o Trio Futebol Clube, por Marcelo Vieira, um dos idealizadores do Fabriciano Futebol Clube. Este, por sua vez, havia sido criado em Coronel Fabriciano em 2008, mas teve sua sede transferida para o município de Nova Serrana, transformando-se no Nacional Esporte Clube Ltda. Outro fato na área esportiva foi a passagem do revezamento da tocha dos Jogos Olímpicos de Verão em 12 de maio de 2016, percorrendo ruas da região central entre o Monumento Terra Mãe e a Praça da Estação.